# 神羅万象チョコ
神羅万象チョコ（しんらばんしょうチョコ）とは、バンダイより発売されていたカード付き食玩、ウエハースチョコレート。同玩具を題材にしたブラウザゲームは神羅万象 ブラウザゲームを参照。

## 解説
2005年3月14日に第一章第1弾が全30種でバンダイより発売された。開封するとウエハースにチョコを挟んだ長方形のお菓子と保護用の台紙の間に、キャラクターイラストの描かれたプラスチックカード1枚が入っている。それぞれサイズはチョコウエハースが長さ約9.5cm × 幅約6cm × 厚み約1cm、カードが長さ約8.3cm × 幅約5.5cm × 厚み約0.5mm。なおカードは透明な内袋に入っている。カードに描かれているキャラクターのアニメ調のデザインや、独特な世界設定が話題となった。おまけ付き菓子の多分に漏れず、カードの方がメインという見方が強い。対象年齢は3歳以上だが、キャラクターデザイナーのフェチズムが反映されており、特に女性キャラクターには露出度の高いものが多く、大人（特に同人誌界隈関係者）にも話題となった。マスコットキャラクターはウエハーマン。長らく1弾につき全30種（バリエーション除く）という形式を取っていたが富嶽伝では全26種、神獄の章以降は全24種に変更された。七天の覇者では封入カードが全32種(バリエーション有)と旧弾を上回っただけでなく覚醒カード4種も加わり1弾のカード数は過去最多となった。20個入り一箱を買うと基本的にダブらない仕様のため各弾のカードを全種類揃えることはカードコレクションとしては比較的容易だったが、2章4弾のレアカード導入を皮切りに神獄でのアナザーのハーフアソート化、王我からのホロカード全ての封入率低下などシリーズが進むにつれコンプは困難になっていっている。
シリーズすべてのキャラクターデザインは原川光博（こどもの館）。
第一章の続編としてリュウガを新主人公とした第二章の第1弾が2006年4月17日に発売された。続く第三章の第1弾が2007年4月16日に発売された。三章までで一旦物語を区切り、神獄の章からは同じ世界を舞台にしつつも時代背景が大きく移り変わったため、前シリーズの係累と思しき人物はほとんど登場しなくなった。2008年4月14日には神羅万象チョコ Best Selection 冨嶽伝が発売されている。通常毎年4月に新章の発売となっていたが、冨嶽伝が間に入ったため、装いも新たに2008年7月14日に神獄の章の第1弾が発売された。続く王我羅旋の章の第1弾が2009年4月6日に発売された。王我4弾をもって調和神の統べる世界を舞台とした物語は幕を閉じ、五行や種族などのモチーフは受け継ぎつつ、全く新しい物語として新章ゼクスファクターが発表され、2010年4月5日にゼクスファクターの第1弾が発売された。
次世代ワールドホビーフェアでは、毎回最新弾の先行販売を行っている。ブースでは最新情報の他に、これまでに発売された全てのカードの情報が展示されている。
2008年3月末には販売個数がシリーズトータルで5000万個を突破し、4月には全カードのデータや公認書き下ろしコミック・小説などが掲載された神羅万象チョコ 完璧大全が発売された。
2019年夏をもってシリーズの完結を発表した。

## ラインナップ
- 神羅万象チョコ 第一章
- 神羅万象チョコ 第二章
- 神羅万象チョコ 第三章
- 神羅万象チョコ Best Selection 富嶽伝
- 神羅万象チョコ 神獄の章
- 神羅万象チョコ 王我羅旋の章
- 神羅万象チョコ ゼクスファクター
- 神羅万象チョコ 七天の覇者
- 神羅万象チョコ 大魔王と八つの柱駒
- 神羅万象チョコ 九邪戦乱の章
- 神羅万象チョコ トップキャラクターズセレクション
- 神羅万象チョコ 天地神明の章
- 神羅万象チョコ 一鬼火勢の章
- 神羅万象チョコ 幻双竜の秘宝
- 神羅万象チョコ 傑作選
- 神羅万象チョコ 流星の皇子
- 神羅万象チョコ 魔怒暴威都市
- 神羅万象チョコ 界顧録

## カード

### 特徴
ウエハースチョコ、スナックチョコともにカード保護のための内袋に入れられている。カードはプラスチック製。
- 表:キャラクターの絵と名前が描かれている。キャラクターの後ろの絵柄はそのキャラクターに対応したシンボルマークが描かれている。名前の上にイラストが描かれているため、表面では名前が読めないカードも多い。
- 裏:キャラクターの情報やストーリー、他キャラクターとの関係、ウエハーマンのつぶやきなどが記載されている。章が進むにつれ項目なども変化している。
  - 第一章:聖龍族・獣牙族・飛天族・鎧羅族・皇魔族で異なる色彩で分類される。それぞれ青系統・白系統・赤系統・緑系統・紫系統（マステリオンと皇魔族四天王は黄系統）で統一されている。下半分は「統治領域」の地図が描かれていて所属する地域によって色が違い目立つようになっている。
  - 第二章:地上界・魔界・大魔界・神魔界で異なる色彩で分類される。それぞれ黄系統・赤系統・緑系統・白系統（敵キャラクターは全て紫系統）で統一されている。下半分は「出身領域」の地図が描かれていて所属する地域によって色が違い目立つようになっている。

### 種類

#### ホログラムカード
ホロシートにより背景が七色に光るカード。各弾において最も種類が少ない。カード表面の名前フォントが白と黒の二重枠で囲まれ、2色のグラデーションなのがシルバー、ノーマルと差別化されている（例外として、冨嶽伝の聖姫アルマと神獄の章第2弾のレアカード版聖龍剣ジークはホロカードながらフォントが単色・黒一枠となっている。これはそれぞれ元のカードがシルバーだったことによる）。通常、6種のうち4種が普通の封入率で残る2種がハーフアソートのいわゆるSP扱いだったが、第2章第4弾よりシリーズ完結弾はホロ7種（バージョン違いであるレアカードを除く）となった。シリーズの変遷とともにホロパターンも様々な種類が登用され、王我羅旋の章第2弾では六芒星をイメージした専用の「神羅ホロ」なるパターンが導入された。発売前の先行情報に???と名前や姿などが明かされていないシークレット扱いのものは、大抵がSP扱いのホロとなる。大魔王と八つの柱駒からは新ホロの導入に伴いレアリティ表記が変更され、従来の神羅ホロはクリスタルレア、3Dホロを使用した新ホロはミラージュレアと区別されている。

#### シルバーカード
背景が反射するカード。ホロとノーマルの中間に位置する。シルバーとはいうものの背景色によって銀色以外にも様々な種類がある。大魔王と八つの柱駒からはシルバーレアと記載されるようになった。

#### ノーマルカード
イラストと紋章のみで構成されるシンプルなカード。最も種類が多い。
大きく分けて上記の三種類が存在する。冨嶽伝を除き、弾によってSP扱いやアナザー、レアなど封入率の低いカードが必ず存在する。また、弾によっては内袋にも数種類あると確認されているが、詳細は不明。名前の表示ミスや誤字などによるエラーを修正したものが後期ロットに封入される事もあり、その場合はそれぞれエラー版・修正版などと呼ばれている。

#### ナンバリング外のカード
- SPカード：スペシャルカード
- EPカード：エピローグカード
- PRカード：プロローグカード
- EXカード：エクストラ？カード（公称不明）
- VIカード：ヴィジュアル？カード（公称不明）

ナンバーのふってあるカードの他に上記の五種類が存在する。SPカードは通常のカードのナンバー部分に「SP」と記載され、一章では封入率の低い（通常の半分、ハーフアソート）カードとして特別な位置付けにあった。二章以降はSPという表記は使われなくなったものの、このSPに相当すると思しきハーフアソートのホロカードが毎弾設定されている（通常のホロカードとはホロパターンが違う）。EP・PRカードにはその名の通りストーリーのエピローグ（終章）、プロローグ（序章）が書かれているためキャラクターの情報はほとんど削られている。第三章と神獄の章ではPRカードは人物ではなくアイテムとなった。EXカードは通常のナンバリングと一線を画しながらプロローグ、エピローグどちらにも当てはまらない新カテゴリで、ZX4弾では思い出カード、七天の覇者では覚醒カードに割り当てられている。

### 特殊カード

#### スペシャルカード
主にファイルなどに付属している特典カードで、公式の分類では一章ラインナップのSP表記カードは含まれない。ゼクスファクター第2弾までに19種類存在する。入手は困難なものが多く、特に封印魔破・聖龍石に関しては数が2000枚程度であるうえ一般販売はされていない。
黄龍帝フガク
第一章当時に発売された「神羅万象チョココレクションファイル」に付属。ナンバリングは「NO.00」
ヴォルザード
「神羅万象チョコカード大全」に付属。ナンバリングは「IISP」
封印魔破・聖龍石
聖龍石キャンペーンの商品「特製カードファイル」に付属。ナンバリングは「IISP」
魔導士メビウス
第二章時に発売された「神羅万象チョココレクションファイル」に付属。ナンバリングは「IISP」。
創造神派閥
天地創造キャンペーンの商品「特製カードファイル」に付属。ナンバリングは「IIISP」。
破壊神派閥
天地創造キャンペーンの商品「特製カードファイル」に付属。ナンバリングは「IIISP」。
閃光王オウキ
第三章時に発売された「神羅万象チョココレクションファイル」に付属。ナンバリングは「IIISP」。
聖龍太子ウンリュウ
「神羅万象チョコ完璧大全」に付属。ナンバリングは「FSP」。
特別仕様リュウガ＆テラス
「神羅万象チョコ完璧大全」に付属。ナンバリングはなし。
雷角属
神獄之書キャンペーンの商品「特製カードファイル」に付属。ナンバリングは「神獄SP」。
鋼牙属
神獄之書キャンペーンの商品「特製カードファイル」に付属。ナンバリングは「神獄SP」。
炎翼属
神獄之書キャンペーンの商品「特製カードファイル」に付属。ナンバリングは「神獄SP」。
氷鱗属
神獄之書キャンペーンの商品「特製カードファイル」に付属。ナンバリングは「神獄SP」。
羅震帝サン・マナフ
神獄の章時に発売された「神羅万象チョココレクションファイル」に付属。ナンバリングは「神獄SP」。
鬼吼神マキシウス
羅震獄之書キャンペーンの商品「特製カードファイル」に付属。ナンバリングは「王我SP」。
無頼神ゼロニクス
羅震獄之書キャンペーンの商品「特製カードファイル」に付属。ナンバリングは「王我SP」。
黄金神マキシウス
王我羅旋の章時に発売された「神羅万象チョココレクションファイル」に付属。ナンバリングは「王我SP」。
火群カイ
次世代WHF2010で限定配布された。ナンバリングは「ZXPR」。
六道拳カイ
ゼクスファクター時に発売された「神羅万象チョココレクションファイル」に付属。ナンバリングは「ZXSP」。
学生証明書 火群カイ
鳳凰学園キャンペーンの商品 「鳳凰学園生徒名簿」「鳳凰学園生徒手帳」に付属。ナンバリングはなし。
白面のサイ
月刊コロコロコミック5月号付録。ナンバリングは「七天C01」。
聖魔大剣現アーク ゴールドver.
次世代WHF2013の購入特典でもらえる銀はがしで当たりがでたら交換できる。ナンバリングは「八柱C21」。
灼炎王子アポロ
1億個突破キャンペーンで入手出来る。ナンバリングは「神羅一億」。
1〜10章主人公キャラ集合カード
「神羅万象チョコ超完璧大全」に付属。ナンバリングはなし。
光龍帝サイガ限定アナザーver.
「神羅万象チョコ超完璧大全」に付属。ナンバリングは「EP」。
眠り姫アルマ限定アナザーver.
「神羅万象チョコ超完璧大全」に付属。ナンバリングは「NO.16」。
美少女剣士アコちゃん限定アナザーver.
「神羅万象チョコ超完璧大全」に付属。ナンバリングは「八柱057」。
描きおろし複製原画イラストカード
一番くじ神羅万象 天地神明の章のD賞E賞に付属。ナンバリングはなし。
烈火の火牙刀
コロコロアニキ第2号付録。ナンバリングは「一鬼CA1」
真城火牙刀
神羅万象チョコ大祭で配布された。また天水晶交換便サービスでも交換できる。ナンバリングは「一鬼EV1」

#### アナザーカード
同名・同ナンバーだが通常のカードとはカラーリングや一部絵柄が異なるバリエーションカード。アナザー版は発売前のリストに載っていないため、発売されるまでどのカードのどんなバージョンかは伏せられている。
七天の覇者ではチャンスカードが1弾を除き背景バリエーションだが、公式では特にアナザーとして扱われてはいない。
漆黒のシェイド
第一章第3弾登場。
ボーンマスター
第二章第1弾登場。
幻魔戦鬼テスタロス
第二章第3弾登場。
騎竜エグゼリア
第三章第1弾登場。
剣聖サイアス
第三章第2弾登場。
巨重星ピグマリオン
第三章第3弾登場。
メリル・スター
神獄の章第1弾登場。
精霊使いメリル
神獄の章第2弾登場。
輝煌士マキシ
王我羅旋の章第1弾登場。
機傀王OZ
王我羅旋の章第2弾登場。
羅震帝サン・モルテ
王我羅旋の章第3弾登場。
メビウス
王我羅旋の章第4弾登場。
はぐれ魂獣イヅナ
ゼクスファクター第1弾登場。
鋼鉄乙女マリオン
ゼクスファクター第1弾登場。
氷輪のマヒロ
ゼクスファクター第2弾登場。
戦神機ミカエラ
ゼクスファクター第2弾登場。
阿修羅王カイ
ゼクスファクター第3弾登場。
慧光仙女 八意紗都理
ゼクスファクター第3弾登場。
フェニックス・レイガ
ゼクスファクター第4弾登場。
白面金剛九尾イヅナ
ゼクスファクター第4弾登場。
綺羅星天アルカナ
天地神明の章第1弾登場。
九印閃忍 絶影クオン
天地神明の章第1弾登場。
武神将ヘルマティオ
天地神明の章第2弾登場。
陽光神姫サン・モルテ
天地神明の章第3弾登場。
明星神姫メリル・スター
天地神明の章第3弾登場。
調和神バランシール
天地神明の章第4弾登場。
天使長リムリエル
天地神明の章第4弾登場。
魔皇后イルミナ
流星の皇子第1弾登場。
影牢姫カナン
流星の皇子第1弾登場。
龍仙鬼忍シュテン
流星の皇子第2弾登場。
鎧羅大公ナギア
流星の皇子第2弾登場。
風華蛮勇姫エルザ
流星の皇子第3弾登場。
輝輪王カナン
流星の皇子第3弾登場。
天霊妖魔元帥ユノ
流星の皇子第4弾登場。
氷華羅刹天ラヴィーナ
流星の皇子第4弾登場。
ソレイユ
魔怒暴威都市第1弾登場。
玉斗星ジルバ
魔怒暴威都市第1弾登場。
閃光のソレイユ
魔怒暴威都市第2弾登場。
エン＆ソレイユ
魔怒暴威都市第2弾登場。

#### レアカード
バリエーションなどはアナザーと同様だが、極めて封入率が低く箔押しや蓄光素材で特殊加工された特製カード。大抵はSP扱いのホロカードのバリエーションが選ばれるが例外もある。カートン(12箱)買いでようやく1〜2枚程度という封入率の低さからカートンレアなどと呼ばれる。どのカードにレア版があるか発売まで伏せられているのはアナザーと同様。なお、今のところ3弾でパワーアップした主人公がレア化するのが通例になっている。ZX4弾では二種類のホロシートを組み合わせたダブルホロ加工が初登場した。大魔王と八つの柱駒からはレアリティ表記の変更によりノーマル以外はレアと記載され、スーパーミラージュレアが従来のレアに相当する。九邪戦乱の章ではミラージュに替わる新ホロとして、フュージョンレアが登場。スーパーフュージョンレアが従来のレアに相当する。
魔神マステリオン
第二章第4弾に金箔レアカードとして封入。
魔導王メビウス
第三章第1弾に金箔レアカードとして封入。
破壊神デストール
第三章第2弾に金箔レアカードとして封入。
雷光王リュウガ
第三章第3弾に蓄光レアカードとして封入。
調和神バランシール
第三章第4弾に蓄光レアカードとして封入。
鬼孔神マキシウス
神獄の章第1弾に金箔レアカードとして封入。
聖龍剣ジーク
神獄の章第2弾にホロ×金箔レアカードとして封入。
明星神マキシウス
神獄の章第3弾にホロ×金箔レアカードとして封入。
曙光王ディルクルム
王我羅旋の章第1弾にホロ×赤箔レアカードとして封入。
機界神ORION
王我羅旋の章第2弾に金箔レアカードとして封入。
真星鬼神マキシウス
王我羅旋の章第3弾に金箔レアカードとして封入。
羅震獄双星神
王我羅旋の章第4弾に金箔レアカードとして封入。
紅蓮焔鬼牙炎凰
ゼクスファクター第1弾に金箔レアカードとして封入。
黄金竜エメリウス
ゼクスファクター第2弾に金箔レアカードとして封入。
阿修羅王カイ
ゼクスファクター第3弾にレアカードとして封入。
終極因使カイ
ゼクスファクター第4弾にWホロレアカードとして封入。
白面童子サイ
七天の覇者第1弾にWホロ箔カードとして封入。
白面五行童子サイ
七天の覇者第3弾にレアカードとして封入。
魂獣大帝サイ
七天の覇者第4弾にレアカードとして封入。
大魔王アーク
大魔王と八つの柱駒第1弾にスーパーミラージュレアカードとして封入。
魔戒王アーク
大魔王と八つの柱駒第2弾にスーパーミラージュレアカードとして封入。
煉獄魔戒王アーク
大魔王と八つの柱駒第3弾にスーパーミラージュレアカードとして封入。
聖魔大剣現アーク
大魔王と八つの柱駒第4弾にスーパーミラージュレアカードとして封入。
灼炎のアポロ
九邪戦乱の章第1弾にスーパーフュージョンレアカードとして封入。
灼炎王アポロ
九邪戦乱の章第2弾にスーパーフュージョンレアカードとして封入。
騎迅轟破灼炎王アポロ
九邪戦乱の章第3弾にスーパーフュージョンレアカードとして封入。
灼炎太陽神アポロ
九邪戦乱の章第4弾にスーパーフュージョンレアカードとして封入。
魔導神メビウス
天地神明の章第1弾に赤箔レアカードとして封入。
魔導神メビウス
天地神明の章第2弾に緑箔レアカードとして封入。
終極因使カイ
天地神明の章第2弾に銀箔レアカードとして封入。
暗黒魔導神メビウス
天地神明の章第3弾に赤箔レアカードとして封入。
光龍神リュウガ
天地神明の章第3弾に青箔レアカードとして封入。
新世界の神子
天地神明の章第4弾に金箔レアカードとして封入。
猛虎魔将真幻
一鬼火勢の章第1弾にゴッドレアカードとして封入。
飛龍聖将剣真
一鬼火勢の章第1弾にゴッドレアカードとして封入。
鉄腕の冒険野郎・ヴァン
幻双竜の秘宝第1弾にゴールドクリスタルレアカードとして封入。
魔皇帝メギド
流星の皇子第1弾に金箔レアカードとして封入。
煌天流星王ギンガ
流星の皇子第1弾に金箔レアカードとして封入。
双天流星王ギンガ
流星の皇子第2弾に金箔レアカードとして封入。
焉獄魔皇帝メギド
流星の皇子第2弾に金箔レアカードとして封入。
妖魔王アルザード
流星の皇子第3弾に金箔レアカードとして封入。
神魔龍星王シグマ
流星の皇子第4弾に金箔レアカードとして封入。
転生幼姫イルミナ
流星の皇子第4弾に金箔レアカードとして封入。
煌骸大星ガイム
魔怒暴威都市第1弾に金箔レアカードとして封入。
凄天大星エン
魔怒暴威都市第1弾に金箔レアカードとして封入。
アルティメット・ギル
魔怒暴威都市第2弾に金箔レアカードとして封入。
聖凄琉天大星エン
魔怒暴威都市第2弾に金箔レアカードとして封入。
絵本を読む少女
界顧録に金箔レアカードとして封入。

#### プロモーションカード
プロモーションカードはその名の通りキャンペーン等で手に入る通常は封入されていないカードで、P○○とナンバリングされる。七天の覇者第2弾よりサークルKサンクス限定キャンペーンにて毎弾登場した。内容は前弾の覚醒カードのアナザーカラー。
白面火炎童子サイサークルKサンクスで配布された。ナンバリングは「七天P01」
松姫無慈那サークルKサンクスで配布された。ナンバリングは「七天P02」
白面金剛九尾イヅナサークルKサンクスで配布された。ナンバリングは「七天P03」

## 第一章
全120種(NO.001 - NO.112,SP:7,EP:1)(H:24,S:36,N:60)

聖龍族:26/獣牙族:24/飛天族:24/鎧羅族:24/皇魔族:22
※以下、ホログラムカード=H、シルバーカード=S、ノーマルカード=Nと表記。カードの種類はホログラムカード・シルバーカードを(H)・(S)、SP扱いを(SP)、バリエーションとしてアナザーカード・レアカードのあるものは(A)・(R)と表記。

### 第1弾
『聖龍王サイガvs獣牙王エドガー!!』
2005年3月14日発売。2006年3月6日神羅万象チョコスナックとして東鳩より復刻版発売。復刻版はカード裏面の右下に「復刻版」と記載されている。
全30種(NO.001 - NO.028,SP:2)(H:6,S:9,N:15)
聖龍族:8/獣牙族:7/飛天族:7/鎧羅族:7/皇魔族:1
- NO.001 聖龍王サイガ(H)(※エラーカード有)
- NO.002 桃華仙ミヤビ(S)
- NO.003 破岩拳テッシン
- NO.004 忍者マスター絶影
- NO.005 コノハ
- NO.006 ガッシャ
- NO.007 飛電(S)
- NO.008 獣牙王エドガー(H)
- NO.009 白面のセツナ(S)
- NO.010 獣将オルティガ
- NO.011 ナタージャ
- NO.012 ラード
- NO.013 ドロール
- NO.014 ゼクシード(S)
- NO.015 飛天王アレックス(H)
- NO.016 眠り姫アルマ(S)
- NO.017 執事長シープ
- NO.018 飛剣士パドル
- NO.019 ポロン
- NO.020 ヒラーリン
- NO.021 ヴァンファレス(S)
- NO.022 鎧羅王ポラリス(H)
- NO.023 輝煌星シリウス(S)
- NO.024 甲角星アトラス(S)
- NO.025 ゼペル
- NO.026 クリップ
- NO.027 スウィーム
- NO.028 巨兵士オリオン(S)
- SP 皇帝マステリオン(H)(SP)
- SP 光龍王サイガ(H)(SP)

### 第2弾
『出現 皇魔族!!』
2005年7月18日発売。
全30種(NO.029 - NO.056,SP:2)(H:6,S:8,N:16)
聖龍族:6/獣牙族:6/飛天族:6/鎧羅族:6/皇魔族:6
- NO.029 聖龍王サイガ(H)
- NO.030 大魔導ライセン(H)
- NO.031 征嵐剣シオン(S)
- NO.032 大司祭ミコ婆
- NO.033 ギャンピー
- NO.034 マッシェル
- NO.035 百獣将オルティガ(S)
- NO.036 猛将コランダム(S)
- NO.037 騎兵ジャッカス
- NO.038 鍛冶屋のガンテツ
- NO.039 コロミン
- NO.040 バンチャック
- NO.041 神聖騎士ナルサス(S)
- NO.042 暗黒騎士シェイド(S)
- NO.043 クラウディア
- NO.044 レッカ
- NO.045 バハメキア
- NO.046 フェザード
- NO.047 輝煌王シリウス(H)
- NO.048 鎧羅王ポラリス(H)
- NO.049 剣角星アキレス(S)
- NO.050 操りギーファ
- NO.051 銃使いバレット
- NO.052 ガルムス
- NO.053 魔将軍ベリアール(S)
- NO.054 魔将軍アスタロット(S)
- NO.055 ボーンマスター
- NO.056 ギュウキ
- SP 竜王ファフニール(H)(SP)
- SP 蛇王ニーズホッグ(H)(SP)

### 第3弾
『皇魔族 四天王襲来!!』
2005年10月17日発売。
全30種(NO.057 - NO.084,SP:2)(H:6,S:9,N:15)
聖龍族:6/獣牙族:6/飛天族:6/鎧羅族:6/皇魔族:6
バリエーションとしてアナザーカードが初めて導入された。
- NO.057 聖龍王サイガ(H)
- NO.058 桃華仙ミヤビ(S)
- NO.059 ソルディアーク(H)(SP)
- NO.060 群雲のザンゲツ
- NO.061 疾風のイザヨイ
- NO.062 コイナス
- NO.063 獣牙王エドガー(H)
- NO.064 烈将ベリル(S)
- NO.065 漆黒のシェイド(S)(A)
- NO.066 クリス
- NO.067 オプティクス
- NO.068 グリズビー
- NO.069 飛天王アレックス(H)
- NO.070 剣聖シープ (S)
- NO.071 紅蓮騎士ラモン(S)
- NO.072 アンディル
- NO.073 ガルータ
- NO.074 ルクック
- NO.075 裂空星ポレアス(S)
- NO.076 海迅星カイトス(S)
- NO.077 天魁星マルス(S) (※修正版有)
- NO.078 アイアス
- NO.079 ネストル
- NO.080 ボフォースZ・3
- NO.081 魔将軍アリオク(S)
- NO.082 アナンシ
- NO.083 ツキミスキー
- NO.084 ヒマンドゥ
- SP 獣王フェンリル(H)(SP)
- SP 鳳王フルスベルグ(H)(SP)

### 第4弾
『打倒 魔王マステリオン!!』
2006年1月16日発売。
全30種(NO.085 - NO.112,SP:1,EP:1)(H:6,S:10,N:14)
聖龍族:6/獣牙族:5/飛天族:5/鎧羅族:5/皇魔族:9
- NO.085 光龍王サイガ(H)
- NO.086 四代絶影クオン(S)
- NO.087 破鋼拳テッシン(S)
- NO.088 キュユラ
- NO.089 聖龍院リュウセン
- NO.090 獣牙王エドガー(H)
- NO.091 白面のセツナ(S)
- NO.092 勇将ゲイル(S)
- NO.093 ナマケン
- NO.094 獣牙院バルバドス
- NO.095 飛天王アレックス(H)
- NO.096 聖姫アルマ(S)
- NO.097 聖火鳥ポロン(S)
- NO.098 ブレイボ
- NO.099 飛天院メルキオール
- NO.100 鎧羅王ポラリス(H)
- NO.101 巨重星ピグマリオン(S)
- NO.102 月照星ディアナ(S)
- NO.103 アクシー
- NO.104 鎧羅院クロノス
- NO.105 タイラントゴーレム(S)
- NO.106 ソードギル(S)
- NO.107 皇魔獣ティアマント
- NO.108 皇魔獣ガージス
- NO.109 皇魔獣シムルグ
- NO.110 皇魔獣ベリドラ
- NO.111 ヘルギブン
- NO.112 ボンバット
- SP 魔王マステリオン(H)(SP)
- EP 光龍帝サイガ(H)(SP)

## 第二章
『異世界への挑戦編』

### 第1弾
2006年4月17日発売。
全30種(No.001 - No.029,PR:1)(H:6/S:9/N:15)
地上界:15（聖龍:3/獣牙:3/飛天:2/鎧羅:5/中央:2）/魔界:13/大魔界:0/神魔界:2
- IIPR ボーンマスター(S)(A)
- IINo.001 雷迅のリュウガ(H)
- IINo.002 金剛のタイガ(H)
- IINo.003 火炎のショウ(H)
- IINo.004 水嶺のシズク(H)
- IINo.005 閃光のオウキ(H)(SP)
- IINo.006 皇帝テラス(S) （※修正版有）
- IINo.007 聖龍公爵リンドウ(S)
- IINo.008 獣牙公爵シルヴィ(S)
- IINo.009 飛天公爵サイアス(S)
- IINo.010 鎧羅公爵ホクシン(S)
- IINo.011 ジャンガル(SP)
- IINo.012 パピタミ
- IINo.013 アリゲッチャ
- IINo.014 クリップ
- IINo.015 大魔導ライセン(S)
- IINo.016 アナンシ・マシュラ(H)(SP)
- IINo.017 カルディア(S)
- IINo.018 ゲンサイ(S)
- IINo.019 ギャザック
- IINo.020 ホゲジィ
- IINo.021 クリナークレーマー
- IINo.022 テツマルク
- IINo.023 シロカゲ
- IINo.024 ムラカゲ
- IINo.025 ヒサメ
- IINo.026 ボックル
- IINo.027 ポトッピー
- IINo.028 ポトット
- IINo.029 ポトビン

### 第2弾
『大魔界突破!!』
2006年7月17日発売。
全30種(No.030 - No.059)(H:6/S:9/N:15)
地上界:15（聖龍:5/獣牙:2/飛天:3/鎧羅:2/中央:3）/魔界:0/大魔界:12/神魔界:3
- IINo.030 雷迅のリュウガ(H)
- IINo.031 震電(S)
- IINo.032 金剛のタイガ(H)
- IINo.033 ゼクルス(S)
- IINo.034 火炎のショウ(H)
- IINo.035 ヴァンセット(S)
- IINo.036 水嶺のシズク(H)
- IINo.037 カイエン(S)
- IINo.038 ワンブル博士
- IINo.039 モンキン博士
- IINo.040 ワイパーム
- IINo.041 フィオレット
- IINo.042 プリモモ
- IINo.043 ボボーロ
- IINo.044 征嵐剣シオン(S)
- IINo.045 魔元帥ベリアール(H)(SP)
- IINo.046 魔将軍アスタロット(S)
- IINo.047 魔将軍アリオク(S)
- IINo.048 ヴェント・スペード
- IINo.049 ダイヤ・マイト
- IINo.050 ママンダ・ハート
- IINo.051 クローバー・フドウ
- IINo.052 サイデール
- IINo.053 幻影暗鬼テスタロス(S)
- IINo.054 エルシーヴァ(H)(SP)
- IINo.055 メルフィス(S)
- IINo.056 シシボックル
- IINo.057 トレントン
- IINo.058 アイビリア
- IINo.059 リーファン

### 第3弾
『驚異の聖獣合身!!』
2006年10月16日発売。
全30種(No.060 - No.089)(H:6/S:9/N:15)
地上界:15（聖龍:4/獣牙:3/飛天:3/鎧羅:3/中央:2）/魔界:0/大魔界:3/神魔界:12
- IINo.060 雷迅剣リュウガ(H)(SP)
- IINo.061 金剛剣タイガ(H)
- IINo.062 火炎剣ショウ(H)
- IINo.063 水嶺剣シズク(H)
- IINo.064 魔元帥ベリアール(H)
- IINo.065 風雲のゲッシン(S)
- IINo.066 フロマージュ
- IINo.067 ダイ・カイゾー
- IINo.068 ゼンペイ
- IINo.069 タツマゴ
- IINo.070 メリノール
- IINo.071 トマックン
- IINo.072 ガンタスロック
- IINo.073 白面九尾クオン(S)
- IINo.074 白面九尾セツナ(S)
- IINo.075 闇黒剣オウキ(H)(SP)
- IINo.076 闇黒竜ゼペリウス(S)
- IINo.077 春魔卿ヴィスナー
- IINo.078 夏魔卿ゾマー
- IINo.079 秋魔卿メトロン
- IINo.080 冬魔卿イーヴェル
- IINo.081 ポーンマスター
- IINo.082 幻魔戦鬼テスタロス(S)(A)
- IINo.083 ライトスパーク(S)
- IINo.084 シャオフェイ(S)
- IINo.085 ギルデライト(S)
- IINo.086 キラボックル(S)
- IINo.087 メーガル
- IINo.088 クーガル
- IINo.089 ミーガル

### 第4弾
『伝説光臨!!』
2007年1月15日発売。
レアカードを始め、完結弾ホロカード増量(7種)に女性キャラクターのホロが初めて2種ラインナップされるなど、後のシリーズに大きく影響する試みが多数導入された。
- IINo.090 聖龍神リュウガ(H)
- IINo.091 獣牙神タイガ(H)
- IINo.092 飛天神ショウ(H)
- IINo.093 鎧羅神シズク(H)
- IINo.094 輝煌神オウキ(H) (※修正版有)
- IINo.095 ヘリオス(S)
- IINo.096 藤華仙アオイ
- IINo.097 甲角星アクティオン(S)
- IINo.098 ゼンペイMk-II
- IINo.099 魔元帥ベリアール
- IINo.100 魔神マステリオン(H)(SP)(R)
- IINo.101 ボーンマスター・D(S)
- IINo.102 雷魔獣ボルディア(S)
- IINo.103 鋼魔獣ガイアン(S)
- IINo.104 炎魔獣ファイヴァ(S)
- IINo.105 水魔獣アグレア(S)
- IINo.106 赤怒鬼アカラ
- IINo.107 青黙鬼ウンカラ
- IINo.108 モスガン
- IINo.109 フロギスト
- IINo.110 アルフィーネ(S)
- IINo.111 グゥポン
- IINo.112 チョキルン
- IINo.113 パートン
- IINo.114 魔ッシュル
- IINo.115 魔コイナス
- IINo.116 精霊王ティターニア(S)
- IINo.117 精霊王アルヴェール(S)
- IINo.118 コボックル
- IIEP 創造神クリエール(H)(SP)

## 第三章
『天空の誓い』

### 第1弾
2007年4月16日発売。ホロ6種のうち5種が通常、1種がSP扱いになり、ホロの比率が上がった。またSP扱いはレアカードありで、この構成は第3弾まで続けられる。
- IIIPR コア・キューブ(H)
- IIINo.001 雷迅のリュウガ(H)
- IIINo.002 大魔導ライセン(H)
- IIINo.003 閃光将軍オウキ(H)
- IIINo.004 皇帝テラス(H)
- IIINo.005 登龍拳テッサイ(S)
- IIINo.006 天狼拳エメラルダ(S)
- IIINo.007 聖母ティータ(S)
- IIINo.008 剣角星テーセウス(S)
- IIINo.009 FA-ゼンペイ
- IIINo.010 PF-ワイパーム
- IIINo.011 カボッチョ
- IIINo.012 ラビーフ
- IIINo.013 ゴマフィ
- IIINo.014 デメッグ
- IIINo.015 騎竜エグゼリア(S)(A)
- IIINo.016 魔導王メビウス(H)(SP)(R)
- IIINo.017 爆熱のアランドラ(S)
- IIINo.018 斬空のフェルミナ(S)
- IIINo.019 獣使ヴォルフガング
- IIINo.020 鳥使レイブン
- IIINo.021 メビエリゲ
- IIINo.022 メビレオン
- IIINo.023 メビルダイル
- IIINo.024 洗脳ガッシャ
- IIINo.025 洗脳ラード
- IIINo.026 洗脳ルクック
- IIINo.027 洗脳スウィーム
- IIINo.028 天使ザキエル(S)
- IIINo.029 天使ルリエル(S)

### 第2弾
『導かれし者!!』
2007年7月16日発売。
剣聖サイアスアナザーは仮面を外したイラストであり、アナザーとしては初めての絵柄違いである。
- IIINo.030 雷光のリュウガ(H)
- IIINo.031 金剛のタイガ(H)
- IIINo.032 火炎のショウ(H)
- IIINo.033 水嶺のシズク(H)
- IIINo.034 剣聖サイアス(S)(A)
- IIINo.035 太陽騎士カレン
- IIINo.036 聖女マルガリーテ
- IIINo.037 裂空星アルカス(S)
- IIINo.038 海迅星ミラ(S)
- IIINo.039 拳聖テッショウ(S)
- IIINo.040 ジンパツ
- IIINo.041 デンパツ
- IIINo.042 チュリエル
- IIINo.043 バニード
- IIINo.044 ハリノッヒ
- IIINo.045 ピラニャータ
- IIINo.046 破壊神デストール(H)(SP)(R)
- IIINo.047 夜叉王ハーディン(H)
- IIINo.048 重剣のデスティア(S)
- IIINo.049 石火のアベル
- IIINo.050 業弓のカイン
- IIINo.051 鮮血のナルキッソス(S)
- IIINo.052 モップス
- IIINo.053 ゴーレムウォーリアー
- IIINo.054 バルダ・エスト
- IIINo.055 迦羅王ラヴィスタ(S)
- IIINo.056 鳳竜バルログリフ(S)
- IIINo.057 ダフエル
- IIINo.058 ルポエル
- IIINo.059 パルテ・クルト

### 第3弾
『決意の瞬間(とき)!!』
2007年10月15日発売。
これまでの箔押しと違い、レアカードに蓄光加工（光に当てると暗いところで光る）が導入された。また、背景も異なるなど差別化が図られている。
- IIINo.060 雷迅王リュウガ(H)
- IIINo.061 龍神震電(S)
- IIINo.062 金剛王タイガ(H)
- IIINo.063 獣神ゼクロス(S)
- IIINo.064 火炎王ショウ(H)
- IIINo.065 空神ヴァンセット(S)
- IIINo.066 水嶺王シズク(H)
- IIINo.067 海神カイエン(S)
- IIINo.068 騎神ヘリオス(S)
- IIINo.069 大魔導シオン(S)
- IIINo.070 巨重星ピグマリオン(S)(A)
- IIINo.071 月照星ディアナ(S)
- IIINo.072 ダイバツ
- IIINo.073 ダイジンデンX
- IIINo.074 夜叉王ハーディン(H)
- IIINo.075 幻刀のオデュッセ
- IIINo.076 流剣のブルンヒルデ
- IIINo.077 嵐斧のヴォーダン
- IIINo.078 デュエラ
- IIINo.079 ウォーゲル
- IIINo.080 クレセンミア
- IIINo.081 イタズチ
- IIINo.082 バルダ・ブロム
- IIINo.083 那羅王リヴィエラ(S)
- IIINo.084 ラティエル
- IIINo.085 アスエル
- IIINo.086 プリズミア
- IIINo.087 シャミー・サニー
- IIINo.088 パルテ・ハイド
- IIINo.089 雷光王リュウガ(H)(SP)(R)

### 第4弾
『誓いし未来!!』
2008年1月14日発売。
- IIINo.090 ナインテールK(S)
- IIINo.091 ナインテールS(S)
- IIINo.092 天魁星マルス(S)
- IIINo.093 機界神オリオン(H)
- IIINo.094 重機臣プロキオン(S)
- IIINo.095 マッコイナス
- IIINo.096 ジャマケン
- IIINo.097 ボボークン
- IIINo.098 パピッチャ
- IIINo.099 龍神王コウリュウ(H)
- IIINo.100 光龍神リュウガ(H)
- IIINo.101 破壊神デストール(H)(SP)
- IIINo.102 羅刹王ラズリード(H)
- IIINo.103 シン・ギルデ(S)
- IIINo.104 鬼神将ザンダルフ(S)
- IIINo.105 ソル・オプト
- IIINo.106 戦神将アムニスタ(S)
- IIINo.107 メガ・メキア
- IIINo.108 武神将ヘルマティオ(S)
- IIINo.109 レア・ヴォルザ
- IIINo.110 砲煙のスナイピア(S)
- IIINo.111 スリガル
- IIINo.112 メタボル
- IIINo.113 バルダ・リオン
- IIINo.114 創造神クリエール(H)
- IIINo.115 天使長リムリエル(S)
- IIINo.116 キクエル
- IIINo.117 タキエル
- IIINo.118 パルテ・モコナ
- IIIEP 調和神バランシール(H)(SP)(R)

## 冨嶽伝
2008年4月14日発売。No.01 - 05までが一章以前のエピソードを描いた冨嶽伝のカードで、それ以外は一章 - 二章のカードの再版となっている。
一部カードはただ再版されただけではなく、ノーマルからシルバー、シルバーからホロに格上げされたほか、背景のカラーリング等が変更されていたりと初版とは違った趣のものが多い。
再版のノーマルは全てシルバー化したため、ラインナップ全てがシルバーとホロで構成されている唯一の弾である。また全てのカードが同じ封入率であるなど、サービス弾としての特色が強い。
- No.01 聖龍太子フガク(H)
- No.02 聖龍王ゼクウ(S)
- No.03 聖龍姫フヨウ(S)
- No.04 七剣魔龍テンザン(H)
- No.05 聖龍王フガク(H)
- No.06 聖龍王サイガ(H)
- No.07 忍者マスター絶影(S)
- No.08 コノハ(S)
- No.09 甲角星アトラス(S)
- No.10 レッカ(S)
- No.11 剣角星アキレス(S)
- No.12 群雲のザンゲツ(S)
- No.13 疾風のイザヨイ(S)
- No.14 クリス(S)
- No.15 裂空星ボレアス(S)
- No.16 海迅星カイトス(S)
- No.17 天魁星マルス(S)
- No.18 聖姫アルマ(H)
- No.19 聖火鳥ポロン(S)
- No.20 巨重星ピグマリオン(S)
- No.21 月照星ディアナ(S)
- No.22 アクシー(S)
- No.23 幻魔戦鬼テスタロス(S)
- No.24 魔元帥ベリアール(S)
- No.25 ボーンマスター・D(S)
- No.26 魔導士メビウス(H)

## 神獄の章
新主人公にマキシ（マキシウス）を迎えた新シリーズ。前弾より続投の調和神バランシールが天界から統治しているものの、長い年月が経過しており主要キャラクターは一新されている。どこかかつての四部族の面影を残した、羅震鬼と呼ばれる種族に地上が脅かされていることから、天界からマキシが派遣され物語は始まる。

### 第1弾
2008年7月14日発売。
メリル・スターの通常版とアナザー版はSPのように半分の封入率となる。
- 神獄EP 神獄の箱(S)
- 神獄001 輝煌士マキシ(H)(SP)
- 神獄002 メリル・スター(S)(A)
- 神獄003 アゼル・スター
- 神獄004 勇者ジーク(S)
- 神獄005 夕闇のミカヅキ(S)
- 神獄006 シエル
- 神獄007 アレクサンドロフ
- 神獄008 ハルト・フェルト
- 神獄009 照徳神アフラノール(S)
- 神獄010 鬼吼神マキシウス(H)(SP)(R)
- 神獄011 ルキア・ムーン(S)
- 神獄012 ゾワール
- 神獄013 KOBレオンハート
- 神獄014 スズック
- 神獄015 スキャンサー
- 神獄016 飛雷震(S)
- 神獄017 ゴウジャ
- 神獄018 ゲルニガス(S)
- 神獄019 ギルフィン
- 神獄020 礼靭将ミロク(H)
- 神獄021 魂轟将ケルベーダ(H)
- 神獄022 華艶将ホルスト(H)
- 神獄023 翠澪将クレア(H)

### 第2弾
2008年10月13日発売。
主人公が通常ホロ枠を4パターンで占有しただけでなく、レアカードがシルバーカードのバリエーションである。
- 神獄024 マキシウス雷霆態(H)
- 神獄025 マキシウス鋼鉄態(H)
- 神獄026 マキシウス炎熱態(H)
- 神獄027 マキシウス氷雪態(H)
- 神獄028 神獄の小瓶(S)
- 神獄029 精霊使いメリル(S)(A)
- 神獄030 聖龍剣ジーク(S)(R)
- 神獄031 最長老ローウェン(S)
- 神獄032 カンダッタ
- 神獄033 ガスパー
- 神獄034 風猫キリカゼ
- 神獄035 狗竜グリモア
- 神獄036 ギガンテック
- 神獄037 アトロイド
- 神獄038 ブンボルグ
- 神獄039 イグニード
- 神獄040 クリットブラザーズ
- 神獄041 オクトパルシェ
- 神獄042 ユニカクロア(S)
- 神獄043 マルムメイア(S)
- 神獄044 壊塵将ガルデス(H)(SP)
- 神獄045 無頼神ゼロニクス(H)(SP)
- 神獄046 爆炎のザキエル(S)
- 神獄047 斬空のルリエル(S)

### 第3弾
2009年1月20日発売。
- 神獄048 夕闇のミカヅキ(S)
- 神獄049 魔弾のレムリア(S)
- 神獄050 銃工バレル
- 神獄051 獅子王アゼル(S)
- 神獄052 ネヴァールビーンズ
- 神獄053 ワッフーン
- 神獄054 ラビリン
- 神獄055 エクスカルゴ
- 神獄056 ゴブレス
- 神獄057 グランペデラス
- 神獄058 ジャーマル
- 神獄059 シェルガン
- 神獄060 竜宮ナユタ(S)
- 神獄061 虎威怨(S)
- 神獄062 フレリアーナ(S)
- 神獄063 蛇磊厳(S)
- 神獄064 竜飛将インドラ(H)
- 神獄065 ジーク竜人態(H)
- 神獄066 無頼神ゼロニクス(H)(SP)
- 神獄067 鬼吼神マキシウス(H)
- 神獄068 明星神マキシウス(H)(SP)(R)
- 神獄069 黒炎獅竜ホウセン(H)
- 神獄070 月影のルキア(S)
- 神獄EP  羅震帝サン・モルテ(H)(SP)

## 王我羅旋の章
神獄に続きマキシを主人公としたシリーズ。神獄とは期間を空けることなくストーリーが連続しており、二章合わせて前後編のような構成になっている（"神"と"羅"がそれぞれの章タイトルに一文字ずつ含まれている）。前弾EPのサン・モルテがさらわれたことから舞台は羅震獄へと移り、王我血族と呼ばれる高位の羅震鬼たちとの激戦が幕を開けた。一章より続く世界の完結章という位置付けであり、懐かしい顔ぶれも数多く登場した。

### 第1弾
2009年4月6日発売。
輝煌士マキシは主人公初のシルバーかつアナザーカードである。
- 王我PR 羅震帝サンモルテ(S)
- 王我001 輝煌士マキシ(S)(A)
- 王我002 精霊使いメリル(S)
- 王我003 星霊ステラ(S)
- 王我004 恋ナス
- 王我005 愛ボリー
- 王我006 羅武チック
- 王我007 遊モラス
- 王我008 竜飛将インドラ
- 王我009 曙光王ディルクルム(H)(R)
- 王我010 凱騎王オデオン(H)
- 王我011 月光王ルキア(H)
- 王我012 A・メルサティム(S)
- 王我013 T・ゲルハルト(S)
- 王我014 G・ディオスクロイ(S)
- 王我015 C・アクベンス(S)
- 王我016 セコ・ズール
- 王我017 リャック・ダーツ
- 王我018 馬震紅ラーリ
- 王我019 牛震紅ギーニ
- 王我020 鬼吼神マキシウス(H)
- 王我021 無頼神ゼロニクス(H)
- 王我022 ベルゼビュート(H)
- 王我023 アスモディエス(S)

### 第2弾
2009年7月13日発売。
輝煌士マキシは主人公としては異例のノーマルカードとしてのラインナップであり、これをもってマキシ（マキシウス）は全カードタイプを務めた主人公となる。
- 王我024 輝煌士マキシ
- 王我025 虹響神イーリス(H)
- 王我026 礼靱竜王ミロク(S)
- 王我027 翠澪蛇王クレア(S)
- 王我028 機界神ORION(H)(R)
- 王我029 ファイナル・ジーク(H)
- 王我030 星剣士アゼル
- 王我031 獅子王アゼル(S)
- 王我032 司祭ケンユウ
- 王我033 マグリー
- 王我034 ジョーシカ
- 王我035 カモノ・レール
- 王我036 博伶王ドロシー(H)
- 王我037 機傀王OZ(S)(A)
- 王我038 蛮力王バラガン(H)
- 王我039 凛戟公爵マグナード(S)
- 王我040 デイ・スイポー
- 王我041 ヌン・チャック
- 王我042 ギャリー・マックス
- 王我043 ボーン・ロイド
- 王我044 L・オルテンシア(S)
- 王我045 V・アストレイア(S)
- 王我046 ベルゼビュート(H)
- 王我047 アスモディエス(S)

### 第3弾
2009年10月19日発売。
- 王我048 羅震帝サン・モルテ(S)(A)
- 王我049 月光王ルキア(H)
- 王我050 黒炎獅竜ホウセン(H)
- 王我051 メイディア
- 王我052 白鴉王クローシェ(H)
- 王我053 飛燕公爵エクサノス(S)
- 王我054 豹頭子爵ストロディ
- 王我055 猛犬男爵ロンビック
- 王我056 屍鬼王ネクロミノス(H)
- 王我057 屍廻仙ハーディアス(S)
- 王我058 屍廻仙タナトリア(S)
- 王我059 ゾルダッド
- 王我060 L・ミリアム(S)
- 王我061 S・グラフィアス(S)
- 王我062 O・マーキュリー
- 王我063 プーディック
- 王我064 セブルエル
- 王我065 ホワイト・メリー
- 王我066 ドン・キポーネ
- 王我067 テン・ネパーグ
- 王我068 魂轟獣王ケルベーダ(S)
- 王我069 華艶鳳王ホルスト(S)
- 王我070 無頼剣神ゼロニクス(H)
- 王我071 真星鬼神マキシウス(H)(R)

### 第4弾
2010年1月17日発売。
メビウスアナザーはアナザーとしては初のノーマルカードのバリエーションである。また、ザキエルとルリエルはシルバーながら対になったハーフアソートで、お互いがノーマルとアナザーのような扱いになっている。
- 王我072 真星姫神メリル(S)
- 王我073 宇宙歌姫ステラ(S)
- 王我074 爆熱大聖ザキエル(S)
- 王我075 斬空大聖ルリエル(S)
- 王我076 ラピスリティ
- 王我077 ボーバット
- 王我078 フローラパピー
- 王我079 シー・グロウ
- 王我080 S・アルナスル(S)
- 王我081 C・アルゲティ(S)
- 王我082 A・サダルメリク(S)
- 王我083 P・アルリスカ(S)
- 王我084 邪竜公爵ティアムス(S)
- 王我085 妖獣公爵ガルジード
- 王我086 凶鳥公爵シムルギア
- 王我087 怪蛇公爵ベリドルド
- 王我088 黎明王ディルクルム(H)
- 王我089 超煌神マキシウス(H)
- 王我090 光龍神リュウガ(H)
- 王我091 聖魔神マステリオン(H)
- 王我092 魔導神メビウス(H)
- 王我093 メビウス(A)
- 王我094 調和神バランシール(H)
- 王我EP 羅震獄双星神(H)(R)

## ゼクスファクター
出自、実力、目的全てが謎の主人公火群カイを中心に、因使を育成する機関「鳳凰学園」で繰り広げられる従来のシリーズとは一線を画した新章。四部族や皇魔族を想起させる種族が登場するものの、舞台・登場人物ともに現状過去のシリーズと直接の関連を匂わせる部分は見当たらない。通り名と本名の差別化、神具や魂獣といった新要素に合わせカード裏の形式が一新された。登場キャラクターの大部分を占める因使（ファクター）は魂獣と呼ばれる小型キャラクターとセットになっており、魂獣がバースト化によってリアル頭身へと変身する要素が、シリーズ恒例の登場キャラクター予想に新たな彩りを添えている。

### 第1弾
2010年4月5日発売。
アナザーが2種ラインナップされるようになった他、ドットホロが復活し魂獣バーストに充てられ、それ以外は神羅ホロを使用している。
- ZXPR はぐれ魂獣イヅナ(S)(A)
- ZX001 火群カイ(H)
- ZX002 熾天烈火カリン(H)
- ZX003 デス・マスカレード(S)
- ZX004 フェニックス理事長(S)
- ZX005 学園長ガイ(S)
- ZX006 太陽王子カナト(S)
- ZX007 荊姫シヅカ(S)
- ZX008 鋼鉄乙女マリオン(S)(A)
- ZX009 炎鎚のキリコ
- ZX010 エッジ
- ZX011 ルリ丸
- ZX012 魔法少女ルルイエ(S)
- ZX013 Mr.オニゴン
- ZX014 F・キージェイ
- ZX015 ウリボー
- ZX016 ケロッタマ
- ZX017 ディグディグ
- ZX018 ジャンペーラ
- ZX019 アンガリー
- ZX020 雷刃のイツキ(H)
- ZX021 蒼震雷鬼 紫電龍(H)
- ZX022 爆炎のカイ(H)
- ZX023 紅蓮焔鬼 牙炎凰(H)(R)

### 第2弾
2010年7月19日発売。
氷輪のマヒロアナザー版は特殊加工ではない絵柄違いながらレアカード並に封入率が低く、実質レアが2種ラインナップされた弾と言える。
- ZX024 銀狼のコウヤ(H)
- ZX025 白鋼狼牙 涼白銀(H)
- ZX026 氷輪のマヒロ(H)(A)
- ZX027 黒曜影波 星霜月(H)
- ZX028 烈火のカリン(S)
- ZX029 独眼竜カゲミツ
- ZX030 快刀嵐魔 鬼武者梵
- ZX031 怪力予爪キングパテｨ
- ZX032 四炎聖天マイト(S)
- ZX033 剛烈剣マヒル(S)
- ZX034 水鏡のケンケン(S)
- ZX035 太陽王子カナト(S)
- ZX036 磁界王マグナ(S)
- ZX037 コージー・ホッター
- ZX038 墨闘のフデ丸
- ZX039 魚海のルー
- ZX040 ライナ・キロス
- ZX041 リザーピオン
- ZX042 ゴードル
- ZX043 シーガル
- ZX044 守護獣バルガザル(S)
- ZX045 黄金竜エメリウス(H)(R)
- ZX046 電光石火カイ(H)
- ZX047 戦神機ミカエラ(S)(A)

### 第3弾
2010年10月18日発売。
レアカード阿修羅王カイは阿修羅王カイアナザーの箔押し版となっており、同ナンバリングで3パターン、アナザーのさらなるバリエーションと、3弾にして全貌の明かされた主人公を前面に押し出した形となった。
- ZX048 熾天烈火カリン(H)
- ZX049 火群 剣柳斎(S)
- ZX050 六道拳カイ(H)
- ZX051 六道鬼神 魔破羅琉輝(H)
- ZX052 死神 凶死郎(S)
- ZX053 ヘルスポーン・G(S)
- ZX054 白鳥寮長マッチョーネ
- ZX055 ルーペン
- ZX056 ガーデニングショータ
- ZX057 のんびりカラヒコ
- ZX058 走り屋ハヤト
- ZX059 プートン
- ZX060 ミミ子
- ZX061 超人姫Gパルセット
- ZX062 超人鬼Gパルシオン
- ZX063 特攻天女 又吉郎狂姫
- ZX064 太陽王子カナト(S)
- ZX065 狂華咲乱 花媛香具耶(S)
- ZX066 麗鳥艶舞Fダンスター(S)
- ZX067 激震巨象ガネイシャ(S)
- ZX068 輝煌男爵ガイ(H)
- ZX069 不動鬼神 紗々羅明王(H)
- ZX070 阿修羅王カイ(H)(A)(R)
- ZX071 慧光仙女 八意紗都理(S)(A)

### 第4弾
2011年1月17日発売。
キャラクター、アイテムとも異なるイベントとでも言うべき思い出カードが登場。これまで踏み込んで語られなかった主人公カイの心情を綴った裏書が、ゼクスファクター完結を情緒ある演出にしている。
- ZX072 破壊王子カナト(H)
- ZX073 天照神龍エメルカムイ(H)
- ZX074 マスカレード・ケン(S)
- ZX075 偽神ナイアーラ(H)
- ZX076 獅王獣ガルディオン
- ZX077 炎騎獣フレイムディノス
- ZX078 雷闘獣ゴリドルガー
- ZX079 獣王兵フンババール
- ZX080 阿修羅明王カイ(H)
- ZX081 光翼聖天キリコ(S)
- ZX082 特攻番長エッジ(S)
- ZX083 勇者ルリ丸(S)
- ZX084 フェニックス・レイガ(A)
- ZX085 執事長ギンベエ
- ZX086 浪漫狩人キザリー
- ZX087 浪漫狩人アイリーン
- ZX088 鋼鉄戦姫マリオン(S)
- ZX089 小龍王シグレ(S)
- ZX090 格闘王キングタイガー(S)
- ZX091 鋼鉄要塞シグマ(S)
- ZX092 阿吽合神パルサーロード(S)
- ZX093 マジカル☆ルルイエ(S)
- ZX094 白面金剛九尾イヅナ(H)(A)
- ZX095 終極因使カイ(H)(R)
- ZXEP  カイ＆イヅナ(H)
- ZXEX1 一学期
- ZXEX2 二学期
- ZXEX3 三学期

## 七天の覇者
ゼクスファクターで因使のパートナーとして活躍した魂獣たちの世界で、魂獣の頂点「魂獣大帝」を決定するために開かれるトーナメント「七天大武会」を舞台に、バトル主体で描かれる新シリーズ。主人公は妖狐の少年サイ。ゼクスファクターから続投のイヅナと人間の契約者との間に生まれた。新しい要素として覚醒システムが導入された。カード裏面にポイントとシリアルが記載されたチャンスカードが出たら公式ページにて指定の中から好きなキャラクターにシリアルを入力してポイントを投入し、必要な値に達するとキャラクターが「覚醒」する。そして覚醒したキャラクターのカードが自宅に郵送されるという同社の「テオスマキア」の錬金システムに似通ったシステムである。システム利用にはユーザー登録（無料）及び配送時の発送先住所入力が必要となる。

### 第1弾
2011年4月18日発売。
全てのホロ・シルバーがハーフアソートという今までにないシビアな封入率となり、ラインナップが増加したことやレアカードの続投、覚醒システムで入手するカードも含めると各弾のカードを全種類を揃えるのは劇的に難しくなった。チャンスカードは表面絵柄が通常と同じで裏面にテキストの代わりにポイントやシリアルが記載されている（以下Cと表記）覚醒対象キャラクターはサイ（二段階）、ムジナ、ルーグの3人。
- 七天PR 魂獣大帝ゼノン(H)
- 七天001 白面のサイ(H)
- 七天002 白面御前イヅナ(H)
- 七天003 三眼剣匠タタラ(S)
- 七天004 大審判王ザイン(H)
- 七天005 ギロちん
- 七天006 煌天騎士ルーグ(H)
- 七天007 銀嶺騎士デヒテラ(S)
- 七天008 黒刀のムジナ(H)
- 七天009 狸将軍タケチヨ
- 七天010 白面童子サイ(H)(R)
- 七天011 白澤のメルト(S)
- 七天012 轟雷騎竜ボルト(S)(C)
- 七天013 瞬刃剣舞ユーナ(S)(C)
- 七天014 紅蓮弓聖ロック(S)(C)
- 七天015 翠緑深王ミツキ(S)(C)
- 七天016 灰熊竜グリズラー
- 七天017 電装機クラーゲン
- 七天018 疾風武人ナルニード
- 七天019 迅雷忍者コウライ
- 七天020 砂漠王リーボック(S)(C)
- 七天021 刃夢星ハムラット
- 七天022 熱風鳥人ヒューガ
- 七天023 占星鬼女イベリィ
- 七天024 零凍機アレイザー(S)(C)
- 七天025 蠍元帥スコピノス
- 七天026 超獣王女ギギ(S)(C)
- 七天027 黄玉輝星アガート(H)
- 七天028 わんぱくグリリン
- 七天029 熱狂暴徒ガバル
- 七天030 ひやかしノイジー
- 七天031 売り子のウリコン
- 七天EX01 白面火炎童子サイ
- 七天EX02 煌天騎神ルーグ
- 七天EX03 黒刀斬姫ムジナ
- 七天EX04 白面氷炎童子サイ

### 第2弾
2011年7月18日発売。
2章4弾よりおよそ4年あまり続いていたレアがオミットされ、特殊加工カードは覚醒に割り当てられた。またサークルKサンクス限定でプロモーションカードが手に入る初のキャンペーンが実施されるなど新たな試みも行われた。チャンスカードは裏書の下半分だけ変わっており、全くキャラクターの情報が書かれていないということはなくなった上、表面でも背景が二色の集中線で通常版と差別化された。QRコードを読み取ればシリアルが打ち込まれた状態でのアクセスも可能である。覚醒対象キャラはサイ（二段階）、ムジナ、タケチヨの3人。
- 七天032 震龍鬼ライヤ（S)
- 七天033 虎寅姫ネネコ（S）
- 七天034 響天声ヒビキ
- 七天035 浄天眼ハリマ
- 七天036 白面輝煌童子サイ（H)
- 七天037 金剛豹牙ダレス（H)
- 七天038 薫風蒼樹カヌキ（H)
- 七天039 吸血鬼王キリク(S)(C)
- 七天040 黒刀斬姫ムジナ（H)
- 七天041 銀麗神姫デヒテラ（H)
- 七天042 武侠剣士タオロン(S)(C)
- 七天043 無頼拳士ワンフー(S)(C)
- 七天044 昇天王バージェラ(S)(C)
- 七天045 宇良師マタロウ
- 七天046 炎爪鳥神フレイムクロウ(S)(C)
- 七天047 古生代王トリロバイトス(S)(C)
- 七天048 煌天騎神ルーグ（H)
- 七天049 白澤導士メルト（S)
- 七天050 狸大将軍タケチヨ
- 七天051 骸煉王バエル（H)
- 七天052 幻影警備員オンゴ
- 七天053 鉄壁警備員ナサロ
- 七天054 敏速警備員ルチノ
- 七天055 巨漢警備員トモン
- 七天056 ボンボン・ネガロン
- 七天057 ニコニコ・ポジカ
- 七天058 弾丸爺ビルドル
- 七天059 突撃魚兵ダンクレオス
- 七天060 老紳士ヒルマン
- 七天061 貴婦人フラウン
- 七天062 畏駕忍軍頭領マダラ（H)
- 七天063 次元跳忍マガツ（S)
- 七天EX05 松姫無慈那
- 七天EX06 白面鬼吼童子サイ
- 七天EX07 白面金剛童子サイ
- 七天EX08 暗黒大将軍タケチヨ

### 第3弾
2011年10月17日発売。
カード覚醒期限:2012年3月31日まで。
通常封入のホロが9種（レア込みで10種）と過去最多数ラインナップされた。チャンスカードは1〜5Pのままだが覚醒必要ポイントはトータルで増加したため、より困難に。覚醒対象キャラはサイ（二段階）、イヅナ、ドウマンの3人。ブラウザゲーム神羅万象フロンティアとの連動が開始され、以降の弾でカードを覚醒すると、そのキャラがゲーム上でもカードとして入手できるようになった。
- 七天064 聖異大将軍イエヤス(H)
- 七天065 武神将軍大蛇タダカツ(H)
- 七天066 幻朧鬼忍摩陀羅ハンゾウ(H)
- 七天067 道摩法師ドウマン(S)
- 七天068 赤鬼武将大蝦ナオマサ(S)(C)
- 七天069 黒鬼武将荒鷲ヤスマサ(S)(C)
- 七天070 青鬼武将獨角チュウジ(S)(C)
- 七天071 陰神刑部足軽隊
- 七天072 怪奇仙忍タンバ(S)(C)
- 七天073 焦熱炎忍ナガト(S)(C)
- 七天074 盗賊忍者ゴエモン
- 七天075 畏駕忍軍穴熊衆
- 七天076 扇法師カタラ
- 七天077 鏡法師マズニ
- 七天078 紙法師マデア
- 七天079 陰陽師団式狸
- 七天080 海冥獣姫スキュレイ(S)(C)
- 七天081 陸震妖姫アラクネ（S)
- 七天082 空雷翔姫モルガン（S)
- 七天083 天照水滸ムジナ（H)
- 七天084 市姫モエギ
- 七天085 稲姫アサギ
- 七天086 暗黒邪竜ボルト（S)
- 七天087 黄玉輝神アガート（H)
- 七天088 魂獣大帝ゼノン（H)
- 七天089 天空審判ザイン（H)
- 七天090 白面五行童子サイ（H)(R)
- 七天091 煌天王神ルーグ（H)
- 七天092 ぽっちゃりリザファット
- 七天093 チャラ男ジゴロフ
- 七天094 フクモリ
- 七天095 フォート・マリネル
- 七天EX09 白面金剛九尾イヅナ
- 七天EX10 白面阿修羅童子サイ
- 七天EX11 神滅呪霊王鬼哭ドウマン
- 七天EX12 白面六道童子サイ

### 第4弾
2012年1月16日発売。
カード覚醒期限:2012年6月30日まで。
最終弾だが通常封入ホロ数は前弾より少なくなっている。また覚醒に必要なポイントはさらに大きく上昇し、チャンスカードは増ポイント・増量されていないため全4種類の覚醒は最も困難である。覚醒対象キャラはサイ（二段階）、ムジナ、イエヤスの3人。
- 七天096 統照神姫モエギ(S)
- 七天097 蛟龍戦姫アサギ(S)
- 七天098 次元超忍マガツ(S)
- 七天099 閃影瞬神ムジナ(H)
- 七天100 統晶大権現イエヤス(H)
- 七天101 絶刀太子ノブヤス(S)(C)
- 七天102 剛力太子ヒデヤス(S)(C)
- 七天103 魔晶太子ヒデタダ(S)(C)
- 七天104 地獄奉行ジュウジ(S)(C）
- 七天105 極楽奉行セイチョウ(S)(C)
- 七天106 現世奉行コウケイ(S)(C)
- 七天107 悪華咲家老カズマサ
- 七天108 七剣八想九尾サイ（H)
- 七天109 煌天騎光王神ルーグ（H)
- 七天110 伏姫マーヤ
- 七天111 白零聖天メルト（S)
- 七天112 風竜機ハマヤ
- 七天113 暴斧獣ジャグジー
- 七天114 炎刀機フリント
- 七天115 潜巧鬼ドラム
- 七天116 マメシラベ
- 七天117 クマース・リー
- 七天118 シーズリオン
- 七天119 エリエルック
- 七天120 ハッスル騎士リアーレ
- 七天121 ハッスル少年ティオン
- 七天122 ピーチクバーディー
- 七天123 ヤン婆タートリー
- 七天124 天空司法神ザイン（H)
- 七天125 白面金剛九尾サイ（H)
- 七天126 黄金騎士ルーグ（H)
- 七天EP  魂獣大帝サイ（H)(R)
- 七天EX13 白面八岐大蛇サイ
- 七天EX14 統星大権現神聖イエヤス
- 七天EX15 白面叢雲九頭龍サイ
- 七天EX16 黒耀聖天ムジナ

## 大魔王と八つの柱駒
強大な力を持つ魔族と特能を持たない人間が同居する世界・ソロモン大陸を舞台に、力を失った魔王が人間の勇者たちと共に八つの柱駒を求める物語。主人公は魔族の頂点にして大陸を統治していた大魔王アーク。勇者に敗れた彼は力を八つの柱駒（ピラー）に封じられ、幼い外見の魔剣士として再起することになる。新ホロとして3Dホロを使用したミラージュレア(MR)が登場し、従来のカードの種別もクリスタルレア(CR)、シルバーレア(SR)、ノーマルと表記が変更され、裏面下部に明記されるようになった。スーパーミラージュレア(SMR)は従来のレアに相当する。

### 第1弾
2012年4月16日発売。
キャンペーンとして抽選で限定カードの当たるシリアルが台紙に印刷されている八柱駒（エイトピラー）チャレンジ、セブンイレブンとサークルKサンクスでそれぞれ限定カードセット配布、コロコロコミック抽選プレゼント、神羅万象フロンティア限定カードと封入カード以外の限定アイテムが数多く存在するため、通常のパッケージ購入だけではカードを集められなくなった。アナザーはミラージュレアの金色バージョンだが公式では解説されていない。
- 八柱PR 大魔王アーク(CR)(MR)(A)(SMR)
- 八柱001 魔剣士アーク(CR)
- 八柱002 賢人王ファウスト(S)
- 八柱003 聖女アリア(S)
- 八柱004 勇者ヒイロ(S)
- 八柱005 戦士イクサ(S)
- 八柱006 魔法使いマジコ(S)
- 八柱007 僧侶ミスト(S)
- 八柱008 魔戒剣士アーク(CR)
- 八柱009 星天魔アルカナ(S)
- 八柱010 光魔王ルキフェール(CR)
- 八柱011 夜魔王ベルフェリア(CR)
- 八柱012 獣魔王マーモン(CR)
- 八柱013 光翼炎舞フェネキア(S)
- 八柱014 騎迅炎魔ガミジン(S)
- 八柱015 轟破水魔モラクス(S)
- 八柱016 傷心天使ムクムク
- 八柱017 鋼竜子爵バサルト
- 八柱018 魔蛸子爵タッコルド
- 八柱019 海老男爵スクリンプ
- 八柱020 妖魔子爵リトビー
- 八柱021 怪魔男爵カルドディーモ
- 八柱022 ペンギン男爵アグムース
- 八柱023 シロクマ男爵ベアラード
- 八柱024 鎧角子爵ラベーオ
- 八柱025 白蟻男爵ターマイティス
- 八柱026 妖花道化フィオレーテ
- 八柱027 魔女ババロア
- 八柱P01 魔戒剣士アーク(CR)
- 八柱P02 聖女アリア(CR)
- 八柱P03 大魔王アーク(MR)
- 八柱P04 大魔王アーク(MR)
- 八柱P05 星天魔アルカナ(CR)
- 八柱P06 聖女アリア(S)
- 八柱P07 魔剣士アーク(CR)

### 第2弾
2012年7月16日発売。
海魔王レヴィアタンはアナザーでもない通常のラインナップカードだがレア並に封入率が低くなっている。プロモーションのアークとアルカナは八柱駒チャレンジ限定のアナザーカラー、他3種は1弾のフロンティアデータカードの実カード版がコンビニ特典になったものである。
- 八柱028 魔剣士アーク(CR)
- 八柱029 星天魔アルカナ(S)
- 八柱030 玲瓏佳月グレモリー(S)
- 八柱031 遊星輝候デカラビア(S)
- 八柱032 大勇者ヒイロ(S)
- 八柱033 騎士イクサ(S)
- 八柱034 魔導士マジコ(S)
- 八柱035 司祭ミスト(S)
- 八柱036 ニセ勇者ヒイロ
- 八柱037 ヘッポコ戦士イクサ
- 八柱038 ヘッポコ魔法使いマジコ
- 八柱039 ヘッポコ僧侶ミスト
- 八柱040 冒険小僧キンダー
- 八柱041 衛兵天使ホワイテル
- 八柱042 火竜子爵バシピック
- 八柱043 巨鯨子爵バタビアン
- 八柱044 虚妄子爵デマノン
- 八柱045 怪盗貴族フランソル
- 八柱046 胡蜂子爵ホーネッツォ
- 八柱047 果獣トリー・トロンペ
- 八柱048 魔戒王アーク(CR)(MR)(A)(SMR)
- 八柱049 竜魔王サタン(CR)
- 八柱050 海魔王レヴィアタン(CR)
- 八柱051 白影渦流フォルネウス(S)
- 八柱052 暴魔王バアル・ゼブル(CR)
- 八柱053 蝗魔大公アバドン(S)
- 八柱054 幻魔王アスモ・デウス(CR)
- 八柱055 花冠咲候アルラーニャ(S)
- 八柱P08 魔剣士アーク(CR)
- 八柱P09 星天魔アルカナ(CR)
- 八柱P10 勇者ヒイロ(CR)
- 八柱P11 光魔王ルキフェール(CR)
- 八柱P12 夜魔王ベルフェリア(CR)

### 第3弾
2012年10月15日発売。
プロモーションカードのうち八柱駒チャレンジの反逆使徒アルカナは絵柄違いのアナザーである。
- 八柱056 煉獄光魔王ルキフェール(CR)
- 八柱057 美少女剣士アコちゃん(S)
- 八柱058 魔剣王ベルゼビュート(CR)
- 八柱059 魔戦姫アスモディエス(CR)
- 八柱060 牙竜伯爵ヴァストーク
- 八柱061 槍竜伯爵ザーバント
- 八柱062 飛竜伯爵ユークルス
- 八柱063 機竜伯爵セーヴェル
- 八柱064 双剣闘士レイヴェント
- 八柱065 一角水獣ラジール
- 八柱066 玉子男爵エンプチー
- 八柱067 猪突男爵スクローボア
- 八柱068 顎門男爵ハシャラーゼ
- 八柱069 妖綺妃ピスティロッサ
- 八柱070 王宮魔術師トマス
- 八柱071 王宮魔術師ロジャー
- 八柱072 背理蛇神サマエル(S)
- 八柱073 鬼竜母神ティアマット(S)
- 八柱074 円環邪竜ウロボロス(S)
- 八柱075 蛇艶大公エキドナ(S)
- 八柱076 超勇者ヒイロ(S)
- 八柱077 聖騎士イクサ(S)
- 八柱078 大魔導マジコ(S)
- 八柱079 大司祭ミスト(S)
- 八柱080 煉獄魔戒王アーク(CR)(MR)(A)(SMR)
- 八柱081 反逆使徒アルカナ(S)
- 八柱082 煉獄竜魔王サタン(CR)
- 八柱083 大賢者ファウスト(CR)
- 八柱P13 煉獄魔戒王アーク(CR)
- 八柱P14 反逆使徒アルカナ(CR)
- 八柱P15 大勇者ヒイロ(CR)
- 八柱P16 竜魔王サタン(CR)
- 八柱P17 海魔王レヴィアタン(CR)

### 第4弾
2013年1月14日発売。
- 八柱084 大魔王アーク(CR)
- 八柱085 小竜王サタン・パピー(S)
- 八柱086 魔導神ファウスト(CR)
- 八柱087 道化神メフィスト(CR)
- 八柱088 髑髏魔導スケルチェスト(S)
- 八柱089 城壁魔導クレイテンプル(S)
- 八柱090 熱風魔導ガナフ・アラフ(S)
- 八柱091 巨眼魔導フェイ・イアン(S)
- 八柱092 暗黒魔導士ドラグノフ
- 八柱093 暗黒魔導士エンジェラン
- 八柱094 暗黒魔導士オウルザード
- 八柱095 暗黒魔導士カルカロドン
- 八柱096 陸戦魔導騎士団
- 八柱097 海戦魔導騎士団
- 八柱098 空戦魔導騎士団
- 八柱099 合体魔導兵Wミニスター
- 八柱100 勇者王ヒイロ(CR)
- 八柱101 騎士王イクサ(S)
- 八柱102 魔導王マジコ(S)
- 八柱103 法王ミスト(S)
- 八柱104 戦士バンディーノ
- 八柱105 僧侶シェルテスタ
- 八柱106 愛戦士グロリアス
- 八柱107 雪獣イエイエ
- 八柱108 聖魔大剣現アーク(CR)(MR)(SMR)(SMRA)
- 八柱109 綺羅星天アルカナ(CR)
- 八柱110 プリンセス・アリア(S)
- 八柱 EP ソロモン王アーク(CR)
- 八柱P18 大魔王アーク(CR)
- 八柱P19 綺羅星天アルカナ(CR)
- 八柱P20 美少女剣士アコちゃん(CR)

## 九邪戦乱の章
前章の結末から数百年の経過したソロモン大陸が引き続き舞台となる続編。八柱での黒幕メフィストが脱獄し、大陸を滅ぼさんと別次元の邪神群を召喚。アークたち魔王の捨身の特攻により次元の扉は封じられたものの、残る邪神群に対抗できる戦力はほとんど残されていなかった。辛うじて存命したアークは師として邪神と戦い続ける少年アポロを育成し、またアルカナに召喚符を託して異世界より邪神に立ち向かう勇者を召喚することを決意する。ミラージュに替わる新ホロとして、複数のホロパターンを融合したホロカード「フュージョンレア」が登場。CR、SR、Nは変わりなく、スーパーフュージョンレア(SFR)が従来のレアに相当する。

### 第1弾
2013年4月15日発売。
SFRのアポロには「灼炎」の箔押しがされている。
- 九邪PR1 狂乱王メフィスト(CR)
- 九邪PR2 暗黒の邪神群(FR)(A)
- 九邪PR3 煉獄聖魔王アーク(CR)
- 九邪PR4 亡国のアポロ(S)
- 九邪001 灼炎のアポロ(FR)(A)(SFR)
- 九邪002 儚星のノイン(S)
- 九邪003 星天のアルカナ(S)
- 九邪004 ソロモン王アーク(CR)
- 九邪005 紅蓮華蛇神王サマエル(CR)
- 九邪006 光魔后妃リリス(S)
- 九邪007 邪神アンヘル(S)
- 九邪008 大邪神アーケイン(S)
- 九邪009 神魔獣ボックル(S)
- 九邪010 七天獣ギロちん(S)
- 九邪011 重機臣Gプロキオン(S)
- 九邪012 震裂戦鬼メルフィス(S)
- 九邪013 白磁騎士ガラクシアス
- 九邪014 鋼鉄騎竜アンガスト
- 九邪015 貝住子爵ガリアン
- 九邪016 コマンドー・エル
- 九邪017 魂送子爵ハーレクイン
- 九邪018 遊霊男爵ゴーストン
- 九邪019 猛牛子爵バッファロン
- 九邪020 ポストマン・メッセン
- 九邪021 茜剣士レッドラル
- 九邪022 七星戦士テンドウ
- 九邪023 食虫銃士ツボカズラー
- 九邪024 ガードナー・ポーチカ
- 九邪P01 星天のアルカナ(CR)

### 第2弾
2013年7月15日発売。
SFRのアポロには「爆熱」の箔押しがされている。
- 九邪025 権邪神アルヒャイン(S)
- 九邪026 能邪神エクソーシア(S)
- 九邪027 黄金蛇神竜ウロボロス(CR)
- 九邪028 麗魔大公ラフレイシア(S)
- 九邪029 黒儚星ノイン(S)
- 九邪030 砂瀑魔神セト(S)
- 九邪031 黎柩魔神ネフティス(S)
- 九邪032 耀籃魔神イシス(S)
- 九邪033 銀斧騎士シルバックス
- 九邪034 紅竜令嬢クォーレ
- 九邪035 海鋭将スクイドラ
- 九邪036 海断将ガザミス
- 九邪037 惑星子爵プラネッタ
- 九邪038 巨星男爵スターロン
- 九邪039 雷音剣士ライガオン
- 九邪040 象牙剣士エレファット
- 九邪041 毒烈子爵ムカデミアン
- 九邪042 爆音男爵ゼミラーム
- 九邪043 愛羅武勇者ナイスガイ
- 九邪044 玉葱剣士コタマ
- 九邪045 神魔后妃アルフィーネ(S)
- 九邪046 神魔超獣シン・ボックル(S)
- 九邪047 七星閃機プレアデス(S)
- 九邪048 神槍騎士クー・フーリン(CR)
- 九邪049 灼炎将アポロ(FR)(A)
- 九邪050 灼炎王アポロ(FR)(A)(SFR)
- 九邪051 水のジブ・リール(CR)
- 九邪052 風のラファ・エール(CR)
- 九邪P02 光魔后妃リリス(CR)

### 第3弾
2013年10月14日発売。
SFRのアポロには「騎迅轟破」の箔押しがされている。
- 九邪053 力邪神デュナメール(S)
- 九邪054 主邪神キュリオテラス(S)
- 九邪055 火のベシュ・テルス(CR)
- 九邪056 地のアウ・リエル(CR)
- 九邪057 近衛兵長ホワイテル
- 九邪058 猫天使ニャムエル
- 九邪059 一角剣竜アインホルン
- 九邪060 恐牙暴竜テランザウス
- 九邪061 刺胞子爵ポリプロス
- 九邪062 絡繰子爵ペトルーシュカ
- 九邪063 彩翼剣士オウマラル
- 九邪064 ベイビー・ショウグナー
- 九邪065 斧蝶子爵バタブラム
- 九邪066 毒蝎子爵サソリリアン
- 九邪067 巨木子爵ウッドラル
- 九邪068 バンバンブー
- 九邪069 機界神Aオリオン(CR)
- 九邪070 神魔大元帥ベリアール(CR)
- 九邪071 神魔大将軍アスタロット(S)
- 九邪072 神魔大将軍アリオク(S)
- 九邪073 虚儚星ノイン(S)
- 九邪074 冥廻魔神オシリス(S)
- 九邪075 展空魔神ヌト(S)
- 九邪076 醍地魔神ゲブ(S)
- 九邪077 騎迅轟破灼炎王アポロ(FR)(A)(SFR)
- 九邪078 煌翼迦焔凰フェネキア(S)
- 九邪079 大賢者マジコ(S)
- 九邪080 大魔導王アーク(FR)(A)
- 九邪P03 神魔后妃アルフィーネ(CR)

### 第4弾
2014年1月13日発売。
- 九邪081 座邪神オファニウム(S)
- 九邪082 智邪神ケルヴィウム(S)
- 九邪083 邪神王メルタ・トロス(FR)(A)
- 九邪084 灼炎太陽王アポロ(CR)
- 九邪085 轟天闘士エルトール(S)
- 九邪086 突芯衝角ダグステン
- 九邪087 双剣竜将エスパダス
- 九邪088 豪拳激竜ストラティゴス
- 九邪089 電撃拳将ギュムノート
- 九邪090 海馬戦士タツノッド
- 九邪091 毒蝋髑髏ドクロース
- 九邪092 ユーマ・テレスト
- 九邪093 穴堀名人モングラー
- 九邪094 雷音獣将ライガオン
- 九邪095 茜星剣将テンドウ
- 九邪096 フンゴ・フンガリー
- 九邪097 奈落火蝗魔王アバドン(S)
- 九邪098 巨影廻流ヴェバル(S)
- 九邪099 月華星天ノイン(CR)
- 九邪100 灼炎太陽神アポロ(FR)(A)(SFR)
- 九邪101 天瞳魔神テフヌト(S)
- 九邪102 麒龍魔神シュー(S)
- 九邪103 創世魔神アトゥム(CR)
- 九邪104 暗黒英雄ガイレンオー(S)
- 九邪105 骸煉魔剣王ベルゼビュート(CR)
- 九邪106 ソロモン五大小魔王(S)
- 九邪107 聖導士ミリア(S)
- 九邪EP  魔導神メビウス(CR)
- 九邪P04 月華星天ノイン(CR)

## トップキャラクターズセレクション
2014年2月24日発売。2013年7月15日〜11月29日まで実施されたオールスター人気投票で上位10位までに選ばれたキャラクターが全てホログラム仕様になり再版されている。カードのナンバリングは男性部門、女性部門、その他部門の順に1位〜10位の順番になっている。コンビニ限定の聖龍王サイガのみナンバリングが「TCS」となっている。1位に選ばれたキャラクターは新規イラストとして登場し、カードの裏面には○○部門1位と書かれている。
全てがホログラム仕様のため、値段が158円といつもより高くなっている。また新規カード3枚にアナザーカードが5枚存在しカード枚数が計38枚と過去最多である。
- No.01 光龍帝サイガ
- No.02 光龍帝サイガ（新）
- No.03 明星神マキシウス(A)
- No.04 終極因使カイ(A)
- No.05 白面叢雲九頭龍サイ
- No.06 大魔王アーク(A)
- No.07 聖龍王サイガ
- No.08 光龍王サイガ
- No.09 魔導神メビウス
- No.10 光龍神リュウガ
- No.11 メビウス(A)
- No.12 眠り姫アルマ
- No.13 眠り姫アルマ（新）
- No.14 白面金剛九尾イヅナ(A)
- No.15 魔将軍アスタロット
- No.16 綺羅星天アルカナ
- No.17 武神将ヘルマティオ
- No.18 白面金剛九尾イヅナ
- No.19 四代絶影クオン
- No.20 光翼聖天キリコ
- No.21 水嶺王シズク
- No.22 黎明王ディルクルム
- No.23 美少女剣士アコちゃん
- No.24 美少女剣士アコちゃん（新）
- No.25 調和神バランシール
- No.26 ポロン
- No.27 調和神バランシール
- No.28 G・ディオスクロイ
- No.29 魔王マステリオン
- No.30 聖魔神マステリオン
- No.31 ソルディアーク
- No.32 神魔超獣シン・ポックル
- No.33 皇帝マステリオン
- TCSP01 聖龍王サイガ

## 天地神明の章
前章の続編で歴代章の人物が時空を超えて集結するというクロスオーバー展開を最大の特徴としている。邪神群との戦いが終結した後、ソロモンの危機を察して復活したメビウスは邪神群のルーツに迫ることを決意。邪神群を創造したのは天界の神なのではないかという疑惑の真偽を確かめるため、2人の従者を伴って、天界への侵入を果たす。また彼らの後を追ってアーク、アルカナ、アポロ、ノインの4人も天界へと侵入する。
新ホロはなく、CR、SR、Nは同様でアナザーカードが復活している。CRの箔押し版が従来のレアに相当する。

### 第1弾
2014年4月7日発売。
- 天地PR1 調和神バランシール(CR)
- 天地001 魔導神メビウス(CR)(R)
- 天地002 雷帝魔導王ライセン(CR)
- 天地003 征嵐魔導王シオン(S)
- 天地004 ソロモン王アーク(CR)
- 天地005 綺羅星天アルカナ(S)(A)
- 天地006 灼炎王アポロ(CR)
- 天地007 月華星天ノイン(S)
- 天地008 聖龍王サイガ(CR)
- 天地009 九印閃忍絶影クオン(S)(A)
- 天地010 鎧羅王ポラリス(CR)
- 天地011 輝煌王シリウス(CR)
- 天地012 竜燐聖騎士トルナドエル(S)
- 天地013 亀甲聖騎士タルタエル(S)
- 天地014 嵐斧聖騎士ヴォーダン(S)
- 天地015 流剣聖騎士ブルンヒルデ(S)
- 天地016 パルテ・ビヤンコ
- 天地017 バルダ・ノワール
- 天地018 ハルト・アマル
- 天地019 ファイアウル
- 天地020 グラ・フィオレ
- 天地021 ヘル・ラード
- 天地022 ゼノ・メキア
- 天地023 デス・ガルム
- 天地024 天魔聖獣ガオガロン
- 天地025 天魔聖獣シーオルバ
- 天地P01 征嵐魔導王シオン(CR)

### 第2弾
2014年7月7日発売。
- 天地026 紅の堕天使(S)
- 天地027 アルテミス(S)
- 天地028 魔導神メビウス(CR)(R)
- 天地029 偽神ナイアーラ(CR)
- 天地030 終極因使カイ(CR)(R)
- 天地031 白面金剛九尾イヅナ(CR)
- 天地032 魂獣大帝サイ(CR)
- 天地033 黒耀聖天ムジナ(S)
- 天地034 黄金鬼吼神マキシウス(CR)
- 天地035 白銀無頼神ゼロニクス(CR)
- 天地036 閃光神オウキ(CR)
- 天地037 武神将ヘルマティオ(S)(A)
- 天地038 鉄鋼聖騎士スチルエル(S)
- 天地039 重錨聖騎士イクシエル(S)
- 天地040 業弓聖騎士カイン(S)
- 天地041 石火聖騎士アベル(S)
- 天地042 パルテ・アルバ
- 天地043 クリスタロス
- 天地044 バルダ・ダンスタン
- 天地045 ポップ
- 天地046 デラ・ギュウキ
- 天地047 デル・ボンバ
- 天地048 ゲル・サイデ
- 天地049 ベム・ギスト
- 天地050 天魔聖獣バルバーグ
- 天地051 天魔聖獣メルレオン
- 天地P02 綺羅星天アルカナ(CR)

### 第3弾
2014年10月13日発売。
- 天地052 陽光神姫サン・モルテ(S)(A)
- 天地053 月光神姫ルキア・ムーン(CR)
- 天地054 明星神姫メリル・スター(S)(A)
- 天地055 暗黒魔導神メビウス(CR)(R)
- 天地056 光龍神リュウガ(CR)(R)
- 天地057 金剛神タイガ(CR)
- 天地058 火炎神ショウ(CR)
- 天地059 水嶺神シズク(CR)
- 天地060 夜叉王ハーディン(CR)
- 天地061 羅刹王ラズリード(CR)
- 天地062 鬼神将ザンダルフ(S)
- 天地063 戦神将アムニスタ(S)
- 天地064 双銃聖騎士ガンマエル(S)
- 天地065 薬効聖騎士ファマシエル(S)
- 天地066 重剣聖騎士デスティア(S)
- 天地067 幻刀聖騎士オデュッセ(S)
- 天地068 ハルト・ディア
- 天地069 グレイト・ウルス
- 天地070 ヒポポタイタン
- 天地071 パンダモニウム
- 天地072 バン・カルゴ
- 天地073 ボン・アンガー
- 天地074 ドン・クマー
- 天地075 ゴン・イエイエ
- 天地076 天魔聖獣ザムザード
- 天地077 天魔聖獣ジグセント
- 天地P03 黒耀聖天ムジナ(CR)

### 第4弾
2015年1月12日発売。
- 天地078 天魔聖獣ユーフォルム
- 天地079 天魔聖獣ゴルゴング
- 天地080 パルテ・ルシオン
- 天地081 バルダ・ラッコム
- 天地082 炎邪聖騎士アグニエル(S)
- 天地083 地邪聖騎士プリトエル(S)
- 天地084 嵐邪聖騎士バーユエル(S)
- 天地085 水邪聖騎士バルナエル(S)
- 天地086 ラブ・マックス
- 天地087 ゴウ・ディノス
- 天地088 ブシ・トルーパー
- 天地089 ルル・ポーチカ
- 天地090 マガタマ・ジェスターノ(S)
- 天地091 邪神帝シンラ・メルタ・トロス(CR)
- 天地092 調和神バランシール(S)(A)
- 天地093 天使長リムリエル(S)(A)
- 天地094 神羅光龍神リュウガ(CR)
- 天地095 神羅黄金神マキシウス(CR)
- 天地096 神羅終極神カイ(CR)
- 天地097 神羅魂獣神サイ(CR)
- 天地098 神羅聖魔神アーク(CR)
- 天地099 神羅太陽神アポロ(CR)
- 天地100 神羅魔導神メビウス(CR)
- 天地101 神羅聖龍神サイガ(CR)
- 天地102 プライン・シャンテ
- 天地 EP 新世界の神子(S)(CR)
- 天地P04 陽光神姫サン・モルテ(CR)

## 一鬼火勢の章

### 第1弾
2015年4月6日発売。
- 一鬼VI1 風林火山(S)
- 一鬼VI2 真幻対剣真(S)
- 一鬼001 真城火牙刀(S)
- 一鬼002 水晶天子ヒカリ(CR)
- 一鬼003 猛虎魔将真幻(CR)(GR)
- 一鬼004 飛龍聖将剣真(CR)(GR)
- 一鬼005 旋風の嵐丸(CR)
- 一鬼006 霜林の閑那(CR)
- 一鬼007 烈火の火牙刀(CR)
- 一鬼008 深山の岳人(CR)
- 一鬼009 武神軍赤母衣衆
- 一鬼010 武神軍足軽隊
- 一鬼011 爆忍の鬼見城
- 一鬼012 せっかち進助
- 一鬼013 一角の犀蔵(S)
- 一鬼014 月輪の北兎(S)
- 一鬼015 銃刀の牛若(S)
- 一鬼016 枝角の鹿鳴(S)
- 一鬼017 龍上軍青母衣衆
- 一鬼018 龍上軍足軽隊
- 一鬼019 風忍の風巻
- 一鬼020 ゆっくり耕作
- 一鬼021 飛影の夕顔(S)
- 一鬼022 宣教師・フランシーヌ(S)
- 一鬼023 漂流者メリーアン
- 一鬼024 機甲技師カッツェ
- 一鬼025 火炎虎
- 一鬼026 氷結雀
- 一鬼CO01 アルフィーネ(GR)
- 一鬼CO02 隠密部隊朧衆(S)
- 一鬼CO03 光王サイガ(S)
- 一鬼CO04 神羅聖龍王サイガ(GR)
- 一鬼CO05 幻魔王アスモ・デウス(GR)
- 一鬼CO06 魔戦姫アスモディエス(S)

### 第2弾
2015年8月10日発売。
- 一鬼VI3 鬼獣同盟(S)
- 一鬼VI4 魔鋼同盟(S)
- 一鬼027 鬼龍王真幻(CR)
- 一鬼028 龍上剣真(S)
- 一鬼029 黒閃龍雷我(CR)
- 一鬼030 鬼炎龍火牙刀(CR)(GR)
- 一鬼031 伊達軍黒武者衆
- 一鬼032 氷忍の雪代
- 一鬼033 輝石狸
- 一鬼034 氷雪狼
- 一鬼035 天魔王アーサー(CR)(GR)
- 一鬼036 大魔導マーリン(CR)
- 一鬼037 円卓騎士ランスロット(CR)
- 一鬼038 円卓騎士パラメデス(S)
- 一鬼039 円卓騎士モルドレッド(S)
- 一鬼040 魔導士セイザーヴェルス
- 一鬼041 天魔騎士団アイアンナイツ
- 一鬼042 シェルグリフ
- 一鬼043 獅童王クレオ・パンドラ(CR)
- 一鬼044 神獣将アヌビス(CR)
- 一鬼045 聖獣将セベク(S)
- 一鬼046 聖獣将タウレト(S)
- 一鬼047 獅童兵団マミーウォリアー
- 一鬼048 吟遊詩人フォーリッジ
- 一鬼049 商人アンバール
- 一鬼050 サボッテルン
- 一鬼051 鉄機王ジルコニア(CR)
- 一鬼052 雷雲騎士アズライト(CR)
- 一鬼053 水嶺騎士アクアマリン(S)
- 一鬼054 電光のトルマリン(S)
- 一鬼055 鉄機機甲兵団アイゼンアイン
- 一鬼056 建築家ドボクザーク
- 一鬼057 メタルコアラ
- 一鬼CO07 アルマとカピバラさん(GR)
- 一鬼CO08 聖龍王サイガ(S)
- 一鬼CO09 炎鎚のキリコ
- 一鬼CO10 光翼聖天キリコ(S)

### 第3弾
2015年12月14日発売。
- 一鬼VI5 鉄機陥落(S)
- 一鬼VI6 獅童陥落(S)
- 一鬼058 クレオ・パンドラ(S)
- 一鬼059 勇星のメリーアン(S)
- 一鬼060 ジルコニア(S)
- 一鬼061 紫電のアメジスト(S)
- 一鬼062 円卓騎士ガウェイン(CR)
- 一鬼063 円卓騎士ガラハド(CR)
- 一鬼064 円卓騎士パーシバル(S)
- 一鬼065 円卓騎士アグラヴェイン(S)
- 一鬼066 魔導士グラサ
- 一鬼067 魔導士ニグラ
- 一鬼068 黒閃不動龍雷我(CR)
- 一鬼069 九陰旋忍夕顔(CR)
- 一鬼070 漁師鮫丸
- 一鬼071 見習い騎士エド
- 一鬼072 王宮書記官カモード
- 一鬼073 ブリードリヒ伯爵
- 一鬼074 虎猿蛇狗
- 一鬼075 ドラグホーク
- 一鬼076 リドルフィンクス
- 一鬼077 ギアギラス
- 一鬼078 聖焔の巫女カルナ
- 一鬼079 聖焔の巫女ヒビナ
- 一鬼080 聖天鬼炎龍火牙刀(CR)
- 一鬼081 天征天魔王アーサー(CR)
- 一鬼082 暗黒禍焉竜王モルドレッド(GR)
- 一鬼083 殺凛のセイザーヴェルス(S)
- 一鬼084 天聖輝神ヒカリ(GR)
- 一鬼085 神聖輝焔龍王火牙刀(GR)
- 一鬼EP  新世界統一(GR)
- 一鬼CO11 万能の調和神バランシール(S)
- 一鬼CO12 調和神バランシール

## 幻双竜の秘宝

### 第1弾
2016年4月18日発売。
- 幻双 PR 大提督コロン・ブロッサム(S)
- 幻双001 冒険野郎ヴァン・クロウ(CR)
- 幻双002 ジゼル・アルスター(S)
- 幻双003 ドクター・オニキス(S)
- 幻双004 太陽の円卓騎士・ガウェイン(CR)
- 幻双005 零氷の円卓騎士・ガラハド(CR)
- 幻双006 薫風の円卓騎士・パーシバル(CR)
- 幻双007 砂子の円卓騎士・ボールス(S)
- 幻双008 トリトード
- 幻双009 ケイブヒドラ
- 幻双010 ケイブドラゴン(S)
- 幻双011 真竜王エルディカイン(CR)
- 幻双012 アジーン(S)
- 幻双013 茜紅葉のシノワ(S)
- 幻双014 鎖柩のレグルス(S)
- 幻双015 トナトナ
- 幻双016 ドグマ・ゲイヌ
- 幻双017 カカオ・ビーン
- 幻双018 カウチャ・ペテウ
- 幻双019 サルサ・ハバネーロ
- 幻双020 ゲオル・ザランドゥ(S)
- 幻双021 守護騎士ユーシムル(S)
- 幻双022 阿修羅女王カカベル(CR)
- 幻双023 鉄腕の冒険野郎・ヴァン(CR)(GCR)
- 幻双024 鬼龍商人ダイコク
- 幻双025 天魔貴族ジョルジュ
- 幻双026 冒険家クマシロ
- 幻双027 生物学者アイザック

### 第2弾
2016年7月18日発売。
- 幻双028 ヴァンとアジーンと謎の宝玉(S)
- 幻双029 ジゼル・アルスター(S)
- 幻双030 茜麗のシノワ(S)
- 幻双031 梓神凪のキナコ(S)
- 幻双032 埴輪兵士
- 幻双033 土偶王(S)
- 幻双034 水嶺のアクアマリン(CR)
- 幻双035 電光のトルマリン(S)
- 幻双036 機動騎兵ウルトール
- 幻双037 機動要塞ウルトレス(S)
- 幻双038 電脳戦姫ラピスラズリ(S)
- 幻双039 電装超人ラズワルド(S)
- 幻双040 明星の冒険家・カスケード(CR)
- 幻双041 魅惑の大盗賊・アルセーヌ(CR)
- 幻双042 戦士トナトナ(S)
- 幻双043 ティアティア
- 幻双044 カマ・ニャッソ
- 幻双045 クモネ・シワンナ
- 幻双046 ピラ・ウルク
- 幻双047 ペンダ・バルド
- 幻双048 風雲豪雨チェルチー(CR)
- 幻双049 裂空迅雷トラロック(CR)
- 幻双050 閃光の冒険野郎・ヴァン(CR)(GCR)
- 幻双051 狂乱の冒険家・ゼル(CR)
- 幻双052 冒険家カンスケ
- 幻双053 冒険家ラインホルト
- 幻双054 冒険家アイベックス
- 幻双055 冒険家ランドルフ

### 第3弾
2016年10月17日発売。
- 幻双056 発明冒険家ゲンキ
- 幻双057 料理冒険家トリフ
- 幻双058 音楽冒険家バンピエール
- 幻双059 医療冒険家ラスコール
- 幻双060 光天蛇竜神ケツアルカトル(CR)
- 幻双061 鷲爪王ヘカトル(S)
- 幻双062 闇天蛇竜神テスカポリトカ(CR)
- 幻双063 豹牙王テペヨロトル(S)
- 幻双064 火蜥蜴大公クエツパリン
- 幻双065 巨大魚大公アトルザー
- 幻双066 大禿鷲大公コスカクア
- 幻双067 玉蜀黍大公センテオン
- 幻双068 火煙霊獣士フエゴール(S)
- 幻双069 湖煙霊獣士アグアード(S)
- 幻双070 風煙霊獣士ビエントス(S)
- 幻双071 石煙霊獣士ティエラガ(S)
- 幻双072 イツパ・パトラ
- 幻双073 ゲッソ・カラマール
- 幻双074 ジャッカ・ロープ
- 幻双075 ホヌ・アラク
- 幻双076 闇天超魔神ゼル・ガロン(CR)(GCR)
- 幻双077 冒険野郎ヴァン・クロウ(S)
- 幻双078 砂塵の円卓騎士・ボールス(S)
- 幻双079 太陽勇者トナティア(S)
- 幻双080 光天超魔神ヴァン・クロウ(CR)(GCR)
- 幻双081 冒険少女ジゼル(CR)
- 幻双082 暗黒竜アジーン・ダハーカ(CR)
- 幻双  EP 冒険野郎ヴァン・クロウ(CR)

## 神羅万象 傑作選
2016年12月5日発売。
- 傑作001 聖龍王サイガ(CR)
- 傑作002 聖姫アルマ(CR)
- 傑作003 獣牙王エドガー(CR)
- 傑作004 封印魔破・聖龍石(CR)
- 傑作005 ボーンマスター(CR)
- 傑作006 魔神マステリオン(CR)
- 傑作007 雷光王リュウガ(CR)
- 傑作008 破壊神デストール(CR)
- 傑作009 創造新クリエール(CR)
- 傑作010 鬼吼神マキシウス(CR)
- 傑作011 無頼神ゼロニクス(CR)
- 傑作012 ジーク龍神態(CR)
- 傑作013 羅神帝サン・モルテ(CR)(A)
- 傑作014 曙光王ディルクルム(CR)
- 傑作015 真星姫神メリル(CR)
- 傑作016 電光石火カイ(CR)
- 傑作017 熾天烈火カリン(CR)
- 傑作018 七剣八想九尾サイ(CR)
- 傑作019 暗黒代将軍タケチヨ(CR)
- 傑作020 黒刀斬姫ムジナ(CR)
- 傑作021 聖魔大剣現アーク(CR)
- 傑作022 勇者王ヒイロ(CR)
- 傑作023 魔導神ファウスト(CR)
- 傑作024 灼炎太陽神アポロ(CR)
- 傑作025 月華星天ノイン(CR)
- 傑作026 骸煉魔剣王ベルゼビュート(CR)
- 傑作027 調和神バランシール(CR)
- 傑作028 神羅魔導神メビウス(CR)
- 傑作029 神羅輝焔龍王火牙刀(CR)
- 傑作030 飛龍聖将剣真(CR)
- 傑作031 流星王ギンガ(CR)
- 傑作032 彗星天ミホシ(CR)

## 流星の皇子
仙人が住む世界「仙界」を舞台とした新シリーズ。魔皇帝に滅ぼされた聖龍王家の生き残り「ギンガ」が主人公。四部族が力を合わせ大陸征服をかかげる魔皇帝に立ち向かう物語。
今回からカードの裏面が一新され従来右上にあったナンバリングは右下になり、カード左側にそのキャラの顔とデータがカラーで印刷されている。右側には情報やセリフが記載されている。従来のカードの種別もホロカード(H)、シルバーカード(S)、ノーマルと表記が変更しHの箔押し版が従来のレアに相当する。またアナザーカード(A)も存在しホロ仕様になっている。表記は変更されているがクリスタルレアとの変わりはない。

### 第1弾
2017年3月14日発売。
- 流星001 流星王ギンガ(H)
- 流星002 彗星天ミホシ(S)
- 流星003 聖龍丞相リュウゼン(S)
- 流星004 ゲツガ
- 流星005 獣牙王ハクレン(H)
- 流星006 剛獣将バクザン(S)
- 流星007 餓狼のキリヤ
- 流星008 シャムシール
- 流星009 飛天王ノエル(H)
- 流星010 飛天宰相ミネルバ(S)
- 流星011 白孔雀のマリク
- 流星012 アールシェピース
- 流星013 鎧羅王マキナ(H)
- 流星014 蛇鱗将コブラ(S)
- 流星015 亀甲のイオナ
- 流星016 バーゼラルド
- 流星017 魔皇帝メギド(H)(R)
- 流星018 魔皇后イルミナ(S)(A)
- 流星019 呪霊魔将ゲンマ(S)
- 流星020 ヴァラシュカ(S)
- 流星021 猛獣魔将バズウ(S)
- 流星022 魔獣兵ガブ
- 流星023 魔獣兵ウキ
- 流星024 魔獣兵ユラ
- 流星025 牢獄魔将ドグマ(S)
- 流星026 牢番兵リクオ
- 流星027 影牢姫カナン(S)(A)
- 流星028 蛮勇姫エルザ(S)
- 流星029 マガガ・タママ
- 流星030 煌天流星王ギンガ(H)(R)

### 第2弾
2017年6月12日発売。
- 流星031 双天流星王ギンガ(H)(R)
- 流星032 烈華彗星天ミホシ(H)
- 流星033 天仙聖母へキカ(S)
- 流星034 龍仙鬼忍シュテン(S)(A)
- 流星035 妖刀のウンゼン
- 流星036 ギョクスイ
- 流星037 獣牙大将軍ガトウ(S)
- 流星038 鹿角のロッキィ
- 流星039 蒼黒騎士ルーク(S)
- 流星040 司祭カリーナ
- 流星041 鎧羅大公ナギア(S)(A)
- 流星042 毒蛙のケイロン
- 流星043 焉獄魔皇帝メギド(H)(R)
- 流星044 閃華鳳龍姫カナン(H)
- 流星045 暗黒皇子シグマ(H)
- 流星046 黒蓮のタウ(S)
- 流星047 堕天魔将ギズモ(S)
- 流星048 魔界天使カルテ
- 流星049 爆腕魔将ザムザ(S)
- 流星050 四腕のモウレン
- 流星051 暴食魔将ゾマリ(S)
- 流星052 魔界厨師シャマル
- 流星053 氷華羅刹天ラヴィーナ(H)
- 流星054 超人羅刹鬼ラクシャス(S)
- 流星055 深山のロクショウ
- 流星056 魔獣兵長ギメラ
- 流星057 マス・クマーン
- 流星058 ビリリ・チウム

### 第3弾
2017年9月11日発売。
- 流星059 聖龍王ギンガ(H)
- 流星060 風華蛮勇姫エルザ(S)(A)
- 流星061 蛮勇王ボロス
- 流星062 蛮勇妃ゾルダ
- 流星063 獣牙王ハクレン(H)
- 流星064 銃獣将ビリー(S)
- 流星065 剣聖少女キャロル(S)
- 流星066 クインクレイン
- 流星067 機甲仙人ナタク(S)
- 流星068 双機兵ジェミニウス
- 流星069 歩兵戦車タンクロン
- 流星070 カッツバルゲル
- 流星071 輝輪王カナン(S)(A)
- 流星072 龍征皇子シグマ(H)
- 流星073 暗黒龍征皇子シグマ(H)
- 流星074 サンダ・コール
- 流星075 妖魔王アルザード(H)(R)
- 流星076 妖艶妲己イルミナ(H)
- 流星077 呪霊妖炎将ゲンマ(S)
- 流星078 呪霊道士ジュマ(S)
- 流星079 銃機士ワイアット(S)
- 流星080 怪腕のエドワルド
- 流星081 蝶夢のフワロ
- 流星082 自愛のスギー
- 流星083 妖魔兵バルバロス
- 流星084 妖機兵チャリオット

### 第4弾
2018年1月22日発売。
- 流星085 妖狐イルミナ(S)
- 流星086 妖魔骸龍皇アルザード(H)
- 流星087 妖魔真星皇アルザード(H)
- 流星088 天霊妖魔元帥ユノ(S)(A)
- 流星089 屍竜将ガルガンチュア(S)
- 流星090 甲骨将パンタグリエル(S)
- 流星091 迷朽将マナナンガル(S)
- 流星092 機霊将デモゴルドン(S)
- 流星093 鋼鉄神ブライオー(S)
- 流星094 狂襲のバガモール
- 流星095 甲鬼のガマラ
- 流星096 潜影のツチグモ
- 流星097 聖龍王ギンガ(H)
- 流星098 鎧羅王マキナ(H)
- 流星099 機甲神アストラ・ナタク(H)
- 流星100 神魔龍星王シグマ(H)(R)
- 流星101 黒蓮星天タウ(S)
- 流星102 氷華羅刹天ラヴィーナ(S)(A)
- 流星103 蒼刀脚のロムス
- 流星104 紅鎧装のレムス
- 流星105 春風弓兵ウララ
- 流星106 殴獣将ブルーマウンテン
- 流星107 力獣将ツキノワ
- 流星108 鉄翼騎士モーリス
- 流星109 戦車機兵シュタール
- 流星110 転生幼姫イルミナ(S)(R)

## 魔怒暴威都市

### 第1弾
＜逃亡編＞
2018年7月16日発売。
- 魔怒001 暴魔王ギル(H)
- 魔怒002 玄嬢星サン(H)
- 魔怒003 紅玉姫ルビー(H)
- 魔怒004 蒼玉姫サファイア(S)
- 魔怒005 琥珀姫アンバー
- 魔怒006 真珠姫パール
- 魔怒007 紅鱗星パイロン
- 魔怒008 サンドストーム
- 魔怒009 流浪戦士エン(S)
- 魔怒010 凄天星エン(H)
- 魔怒011 ソレイユ(S)(A)
- 魔怒012 ミラージュパレス
- 魔怒013 天宝星イノ(S)
- 魔怒014 捲蓮星オルカ(S)
- 魔怒015 監視官ロウガ
- 魔怒016 アイアンボール
- 魔怒017 アンジュ
- 魔怒018 ズシオウ
- 魔怒019 ギルタブル
- 魔怒020 カクティウス
- 魔怒021 煌骸大星ガイム(H)(R)
- 魔怒022 玉斗星ジルバ(S)(A)
- 魔怒023 金角星ドーマ(S)
- 魔怒024 銀角星ゾーマ(S)
- 魔怒025 凄天大星エン(H)(R)
- 魔怒026 エン＆サン(S)

### 第2弾
＜激突編＞
2019年1月21日発売。
- 魔怒027 楽園魔破号(A)
- 魔怒028 エルルゥ
- 魔怒029 紅玉輝星ルビー(H)
- 魔怒030 玄嬢照星サン(H)
- 魔怒031 紅蓮凄天星エン(H)
- 魔怒032 ミラージュパレス・ノヴァ(S)
- 魔怒033 黄昏天宝星イノ(S)
- 魔怒034 蒼穹捲蓮星オルカ(S)
- 魔怒035 バーツ
- 魔怒036 フラン
- 魔怒037 リュート
- 魔怒038 ラチェット
- 魔怒039 聖天光凱大星ガイム(H)
- 魔怒040 聖天玉斗星ジルバ(S)
- 魔怒041 アルティメット・ギル(H)(R)
- 魔怒042 虹翼魔仙ラセツ(S)
- 魔怒043 混世黒鴉大星クロウ(S)
- 魔怒044 混世甲徹鬼ハガネ(S)
- 魔怒045 混世妖咲鬼サルサ
- 魔怒046 混世呪霊鬼カーマ
- 魔怒047 ハザードトルーパー
- 魔怒048 雷鳴のエクレール
- 魔怒049 閃光のソレイユ(S)(A)
- 魔怒050 聖凄琉天大星エン(H)(R)
- 魔怒051 アンバー＆パール
- 魔怒052 エン＆ソレイユ(S)(A)

## 界顧録
2019年7月22日発売。
- 界顧録 PR 絵本を読む少女(H)
- 界顧録001 光龍王サイガ(H)
- 界顧録002 光龍神リュウガ(H)
- 界顧録003 超煌神マキシウス(H)
- 界顧録004 終極因使カイ(H)
- 界顧録005 白面叢雲九頭龍サイ(H)
- 界顧録006 大魔王アーク(H)
- 界顧録007 灼炎太陽神アポロ(H)
- 界顧録008 神羅魔導神メビウス(H)
- 界顧録009 神聖輝焔龍王火牙刀(H)
- 界顧録010 光天超魔神ヴァン・クロウ(H)
- 界顧録011 双天流星王ギンガ(H)
- 界顧録012 神魔龍星王シグマ(H)
- 界顧録013 聖凄琉天大星エン(H)
- 界顧録EX1 調和神バランシール(H)
- 界顧録EX2 聖龍太子フガク(H)
- 界顧録EX3 眠り姫アルマ(H)
- 界顧録EX4 魔将軍アスタロット(H)
- 界顧録EX5 武神将ヘルマティオ(H)
- 界顧録EX6 白面金剛九尾イヅナ(H)
- 界顧録EX7 綺羅星天アルカナ(H)
- 界顧録EX8 機界神Aオリオン(H)
- 界顧録EX9 天聖輝神ヒカリ(H)
- 界顧録 EP 絵本を読む少女(H)(R)

## グッズ

### 神羅万象 フィギュア
- 2006年7月17日発売
- 台座付き彩色済み人形1体、カード1枚（全4種）
- メーカー希望小売価格税込み420円

No.1 聖龍王サイガ
第一章第1弾NO.001「聖龍王サイガ」のフィギュア。カードには「正義」と書かれている。
No.2 獣牙王エドガー
第一章第1弾NO.008「獣牙王エドガー」のフィギュア。カードには「最強」と書かれている。
No.3 皇帝マステリオン
第一章第1弾SP「皇帝マステリオン」のフィギュア。カードには「降臨」と書かれている。
No.4 ソルディアーク
第一章第3弾No.059「ソルディアーク」のフィギュア。カードには「召喚」と書かれている。
エクセレントモデル
神羅万象チョコ 魔将軍アスタロット1/8PVCフィギュア
- 2014年11月5日発売
- メーカー希望小売価格税抜き8800円

神羅万象チョコ 白面金剛九尾イヅナ1/8PVCフィギュア
- 2015年9月29日発売
- メーカー希望小売価格税抜き11000円

神羅万象チョコ 綺羅星天アルカナ1/8PVCフィギュア
- 2015年11月30日発売
- メーカー希望小売価格税抜き9800円

神羅万象チョコ 魔戦姫アスモディエス1/8PVCフィギュア
- 2016年9月30日発売
- メーカー希望小売価格税抜き12000円

### 一番くじ 神羅万象
- 2014年2月28日発売
- 1回300円

A賞 「聖龍王サイガ」設定原画
B賞 「白面金剛九尾イヅナ」複製原画
C賞 「明星神マキシウス」複製原画
D賞 「光龍神リュウガ」複製原画
E賞　ラバーキーホルダー 全4種（ウエハーマン、七天獣ギロちん、神魔獣ポックル、コイナス）
F賞　コレクションファイルイラストクリアファイル 全2種
G賞　パッケージイラストクリアファイル 全10種
ラストワン賞 「灼炎のアポロ」設定原画
ダブルチャンス ウエハーマンクッション
一番くじ発売記念イベントが2014年2月22日に開催され複製原画展示、VTR上映、カード展示、等身大パネル展示が行われた。トップキャラクターズセレクションの先行販売もされ、これを1箱と一番くじ購入者には限定ステッカーがプレゼントされた。絵柄は光龍帝サイガの新規イラスト。
天地神明の章
- 2014年10月11日発売
- 1回520円

A賞 神羅万象 超完璧大全スペシャル
B賞 描きおろし複製原画
C賞 複製原画[3枚セット] 全2種
D賞 ラバーストラップ 全4種（メビウス、リュウガ、アルカナ、イヅナ）
E賞 クリアファイル 全9種
ラストワン賞 神羅万象 超完璧大全スペシャルラストワンver.
ダブルチャンス 描きおろし複製原画スペシャルver.
D賞とE賞にはスペシャル版クリスタルレアカード付き
一鬼火勢の章
- 2015年3月29日発売
- 1回300円

A賞 「烈火の火牙刀」複製原画
B賞 「水晶天子ヒカリ」複製原画
C賞 「烈火の火牙刀」設定原画
D賞 「水晶天子ヒカリ」設定原画
E賞 缶バッジ 全22種
ラストワン賞 イラストレーター直筆サイン入り原画4点セット
ダブルチャンス イラストレーター直筆サイン入り複製原画セット

### 神羅万象 ブラウザゲーム
神羅万象 フロンティア
2011年10月中旬に利用開始。基本プレイ料金は無料（アイテム課金制）。「神羅万象チョコ」を題材とするオンラインカードゲーム。
1000人対1000人のオンラインカードバトルをテーマに掲げていて、運営するサービス提供元は食玩の発売元と同様にバンダイナムコゲームスが行っている。
「カードバトル」「育成」「領地戦」を目的としたカードバトルSRPG。2015年4月30日にサービスを終了した。
神羅万象 エターナル
2012年GREEにて配信。対応端末はフィーチャーフォン、スマートフォン。10月19日から事前登録開始し、11月から利用開始。基本プレイ料金は無料（アイテム課金制）。「神羅万象チョコ」を題材とするオンラインカードゲーム。2013年9月2日に配信終了している。
新世界"ミディハラ"を舞台としたオリジナルストーリー。主人公はアマツガルドの少年 青髪の「ランストール」。ヒロインはランストールの幼馴染「リリア」、隣国の皇女「巫女姫シルフィーナ」。
2013年2月12日に神羅万象エターナルコインチョコが発売。シリアル入り特製台紙入り（全15種）。ゲーム連動キャラクターをゲットできる。

### 画集
- 10周年記念画集 神羅万象チョコ ART WORKS（2015年4月、バンダイ）

### その他
- 神羅万象チョコ ステーショナリーセット
- 神羅万象 2007 卓上カレンダー
- 神羅万象チョコカード大全
- 神羅万象スイング
- パタパタシールダス 神羅万象チョコ
- 神羅万象チョコ シャカシャカスイング
- 神羅万象CARDGAME (全2弾)
- 神羅万象CARDGAMEスターターセット
- 神羅万象チョコ ステーショナリーシリーズ
- 神羅万象 公式コレクションファイル
- 神羅万象チョコ 完璧大全
2008年4月24日に発売された。完全限定生産で定価3000円。初版限定特典カードとして「聖龍太子ウンリュウ」と「リュウガ&テラス 特別仕様カード」の2枚が付録として封入。他にも特典として、初の公認書き下ろしコミック「冨嶽伝」や全12+1弾のカード情報、書き下ろしオリジナルノベル10編、制作者座談会&設定資料などが掲載された。
- 神羅万象チョコ 超完璧大全
2014年7月16日に発売された。定価3500円(税抜)。限定カードとして「1〜10章主人公キャラ集合カード」「光龍帝サイガ（限定アナザーver.）」「眠り姫アルマ（限定アナザーver.）」「美少女剣士アコちゃん（限定アナザーver.）」の4枚が封入された。
- 神羅之書 コレクションファイルセット
- 神羅万象チョコ Wラバーマスコット
- 神羅万象チョコ フォーチュンバッジ
- 神羅万象チョコ 色紙ART